# Wereldkampioenschap wegrace 1989
Het wereldkampioenschap wegrace seizoen 1989 was het 41e in de geschiedenis van het door de FIM georganiseerde wereldkampioenschap wegrace.

## Algemeen

### FIM
De FIM kreeg vooral na de slecht georganiseerde Amerikaanse Grand Prix problemen met de IRTA, die het aantal GP's wilde beperken tot veertien en de ROPA (vereniging van organisatoren) aanviel op de slechte organisatie.

### Merken/Teams
- Giacomo Agostini had een groot probleem toen Eddie Lawson overstapte naar Honda. Honda hield ook vast aan Wayne Gardner en contracteerde de rijzende ster Mick Doohan. Kenny Roberts behield Wayne Rainey en Kevin Magee en Randy Mamola lag nog een jaar vast bij Cagiva Corse. Agostini contracteerde Niall Mackenzie en Freddie Spencer, maar werd al meteen geconfronteerd met de ziekteverschijnselen van de Amerikaan. Al bij de eerste test op het Circuito Permanente de Jerez stond het hele team te wachten toen er een fax kwam met de mededeling dat Freddie met griep thuis zou blijven. Mackenzie had intussen geprofiteerd van het gebrek aan toprijders, en kon een tamelijk hoog salaris eisen. Uiteindelijk werd Spencer ontslagen, mislukte het seizoen van Agostini's team volledig en verloor hij aan het einde ook sponsor Marlboro aan Kenny Roberts.
- Aprilia trok na het vertrek van Loris Reggiani naar Honda Didier de Radiguès en Iván Palazzese als fabrieksrijders aan, maar Palazzese verongelukte tijdens de Duitse Grand Prix.
- Honda sloeg een grote slag door wereldkampioen Eddie Lawson te contracteren en onder te brengen in een eigen klein team onder leiding van Erv Kanemoto. Zo had het beide titelpretendenten (naast Lawson ook Wayne Gardner) in huis en stond Agostini-Yamaha met lege handen.
- Yamaha was niet gelukkig met de samenwerking tussen Antonio Cobas en Sito Pons. Cobas had zich verbonden met JJ, de grootste Yamaha-dealer van Barcelona en Pons reed voor Honda.
- Paolo Pileri vertrok met zijn team na een jaar al bij het weinig succesvolle Garelli en schafte Honda's aan voor zijn rijders Ezio Gianola en Paolo Casoli.

### Coureurs
- Daniel Amatriaín was een beetje een vreemde eend in de bijt bij de fabrieksracers. Hij had nog nooit bijzonder goed gepresteerd, maar op een of andere manier had Takazumi Katayama een fabrieks-Honda NSR 250 voor hem geregeld. Hij werd er slechts 26e mee in het wereldkampioenschap.
- Àlex Crivillé kreeg van Derbi alleen een 80cc-racer aangeboden omdat hij nog niet klaar zou zijn voor de 125cc-klasse. Hij wilde echter in de 125cc-klasse starten. Daarom stapte hij over naar JJ Cobas en hij werd meteen wereldkampioen.
- John Kocinski was weliswaar een protegé van Kenny Roberts, maar die kon het budget om een 250cc-team (ongeveer 2 miljoen dollar) niet opbrengen om Kocinski in het wereldkampioenschap te laten rijden. In plaats daarvan mocht hij aan enkele GP's deelnemen als de Amerikaanse nationale wegracekalender dat toestond. Uiteindelijk reed hij in de Yamaha-fabriekskleuren alleen in de GP van Japan en in de Amerikaanse Grand Prix, die hij beide won. Zijn inschrijving voor de 500cc-GP van Oostenrijk werd geweigerd, terwijl Shunji Yatsushiro (reed alleen in Japan) en Cees Doorakkers (had geen 500cc-machine) wel ingeschreven stonden.
- De terugkeer van Freddie Spencer was een noodgreep van Giacomo Agostini, die zijn topcoureur Eddie Lawson naar Honda zag vertrekken. Spencer's resultaten vielen echter tegen en er ontstonden twijfels aan de steun die Agostini voor Spencer had. Een aantal malen sprak hij twijfels en zelfs spijt uit over het feit dat hij Spencer had ingehuurd, maar tijdens de TT van Assen was er weer begrip voor Spencer. Tijdens de Britse Grand Prix was Spencer echter verdwenen. Agostini had van sponsor Marlboro toestemming gekregen om Spencer voor de rest van het seizoen te betalen om thuis te blijven. Toen vertelde hij ook dat Spencer veel te weining had gestest. Agostini had vijf testsessies georganiseerd (Spanje, Japan, Australië, Italië en nog eens Japan), maar Spencer vond één keer testen wel voldoende. Dat bleek niet zo te zijn.
- Alessandro Valesi had aanvankelijk moeite om een team te vinden, maar met steun van Iberna, de koelkastenfabriek van zijn vader, kon hij een 1988-fabrieks-Yamaha YZR 500 aanschaffen.

#### Gestopt
- Donnie McLeod en Jussi Hautaniemi verschenen bij het begin van het seizoen niet meer aan de start.
- Bubba Shobert raakte zwaargewond tijdens de Grand Prix van de Verenigde Staten en zou nooit meer racen.
- Bernard Schnieders beëindigde zijn carrière na de Grand Prix van de Verenigde Staten. Hij kon de vele trainingsuren en de overzeese GP's niet meer combineren met het werk in zijn eigen autoschadebedrijf en vertrok in goed overleg met coureur Egbert Streuer, die Geral de Haas als vervanger aantrok.
- Gustav Reiner maakte in juni bekend dat hij zijn racecarrière zou beëindigen. Hij had eind 1988 zwaar hoofdletsel opgelopen bij een val in een nationale wedstrijd.
- Kees Besseling maakte tijdens de TT van Assen, waar hij nog op krukken liep na zijn val in Jerez, bekend dat hij met racen zou stoppen.
- Bruno Kneubühler maakte tijdens de GP van Tsjecho-Slowakije bekend dat dit zijn laatste race zou zijn. Hier namen ook Peter Balaz en Bohumil Staša met een ererondje afscheid van hun fans.
- Jean-François Baldé maakte na de GP van Brazilië bekend dat hij zou stoppen.
- Rolf Steinhausen organiseerde in november een afscheidsfeest voor zijn collega's uit de zijspanklasse.
- Alessandro Valesi maakte in oktober bekend dat hij zou stoppen, maar daarmee kwam er nog geen einde aan het Iberna-team van zijn vader. Alessandro wilde als teammanager verdergaan.

#### Overleden
- Op 28 mei verongelukte Iván Palazzese tijdens de 250cc-Grand Prix van Duitsland.
- Op 19 november overleed Marco Gentile tijdens een test op het Circuit Paul Armagnac in Nogaro.

## Puntentelling
Sinds 1977 telden alle resultaten mee.
|         | 1e | 2e | 3e | 4e | 5e | 6e | 7e | 8e | 9e | 10e | 11e | 12e | 13e | 14e | 15e |
| Punten: | 20 | 17 | 15 | 13 | 11 | 10 | 9  | 8  | 7  | 6   | 5   | 4   | 3   | 2   | 1   |

### Races
Japan, Suzuka
De trainingsuren gingen deels verloren door het wisselvallige weer in de dagen voor de race. Niet alleen de regen, maar ook de harde windvlagen zorgden ervoor dat het lang onduidelijk was wie nu eigenlijk de snelste rijders met de snelste machines waren. Zoals altijd hadden Honda en Yamaha een flink aantal Japanse wildcardrijders ingeschreven voor de 250- en de 500cc-klasse, maar Honda had nu duidelijk ook grote plannen met de 125cc-klasse en daar startten veertien Japanners, waarvan er negen in de top tien finishten. De Japanse Grand Prix trok 84.000 toeschouwers.
Australië, Phillip Island
Voor het eerst in de geschiedenis konden inwoners van Oceanië binnen een overzichtelijke afstand naar de wedstrijden om het wereldkampioenschap kijken. Ze hadden zelf al enkele wereldkampioenen voortgebracht, zoals de Australiërs Keith Campbell (wereldkampioen 350 cc seizoen 1957), Kel Carruthers (wereldkampioen 250 cc seizoen 1969) en Tom Phillis (wereldkampioen 125 cc seizoen 1961) en de Nieuw-Zeelander Hugh Anderson (wereldkampioen 50 cc en 125 cc seizoen 1963, wereldkampioen 50 cc seizoen 1964, wereldkampioen 125 cc seizoen 1965) maar ook drievoudig Isle of Man TT-winnaar Graeme Crosby, Keith Turner die met een opgevoerde Suzuki T 500-straatmotor tweede werd in het seizoen 1971 en Kim Newcombe, die hetzelfde deed met een König-buitenboordmotor in het seizoen 1973. Nu Wayne Gardner, Kevin Magee en de jonge Mick Doohan furore maakten in het wereldkampioenschap wegrace kwam het goed uit dat Australië zijn eigen race kreeg. Voor de gelegenheid kreeg Malcolm Campbell van HRC een 500cc-fabrieksracer uit 1988. De Grand Prix trok 92.000 toeschouwers.
Verenigde Staten, Laguna Seca
Opnieuw was de Amerikaanse Grand Prix bitter slecht georganiseerd, maar in tegenstelling tot het vorige jaar sprak in elk geval één Amerikaanse rijder zich daarover uit: Kevin Schwantz verklaarde dat men in Europa allang vertrokken zou zijn bij zo'n organisatie. De eerste problemen ontstonden echter al bij de reis naar de Verenigde Staten. De Amerikanen wilden graag de zijspanklasse in hun programma hebben, maar weigerden de extra reiskosten te betalen. Dat geld moest worden opgehoest door Lucky Strike, Levior, Krauser en LCR, een totaal van (omgerekend) ruim 136.000 Euro. Een deel van de problemen die de solorijders ondervonden lag ook aan de kalender: acht dagen na de GP van Australië. Dat betekende dat de monteurs die hun beschadigde machines in Australië ingekrat hadden maar weinig tijd hadden om ze uit te pakken en weer op te bouwen. Een van de vliegtuigen vertrok te laat uit Melbourne door een staking van verkeersleiders, een vliegtuig moest bij een tussenlanding op Honolulu International Airport gerepareerd worden en daarbij werden de ingeladen machines ook nog in Los Angeles in plaats van San Francisco gelost. Een "oplossing" werd gevonden door de donderdagtrainingen af te gelasten en pas op vrijdag met de trainingen te beginnen. Pas om 07.00 uur op vrijdagochtend konden de monteurs aan de machines gaan werken. Intussen was het oude deel van het circuit wel opnieuw geasfalteerd, maar de coureurs vonden het toch nog gevaarlijk, met name de laatste bocht voor start/finish en de eerste twee bochten na de start. Er waren problemen met het prijzengeld, de startgelden, de toegangskaarten en de tijdwaarneming. 
Spanje, Jerez
Het aantal toeschouwers was vergeleken met 1988 enorm toegenomen omdat de Spanjaarden naast de Derbi-coryfeeën in de 80cc-klasse nu ook konden hopen op goede prestaties van regerend wereldkampioen Sito Pons, Juan Garriga en Carlos Cardús in de 250cc-klasse. In de 500cc-klasse waren Wayne Gardner, Bubba Shobert en Kevin Magee voorlopig door blessures uitgeschakeld.
Nations GP, Misano
De Grand Prix des Nations werd ontsierd door een rijdersstaking in de 500cc-klasse omdat de coureurs het natte circuit te gevaarlijk vonden. Er was echter veel meer aan de hand. Een aantal coureurs was al tien dagen in Italië om op het circuit te trainen en zij hadden al gemerkt dat er van de beloofde verbeteringen niets terecht was gekomen. Zo was het circuit hobbelig en zelfs droog erg glad, te smal en te kort om aan het FIM-reglement te voldoen. Organisator Maurizio Flammini had een vreemd wedstrijdprogramma in elkaar gezet, met de 125cc-klasse al op zaterdag (om aan verplichtingen met Radiotelevisione Italiana te voldoen), maar op zondag was er wel tijd voor Yamaha-cupraces en demonstraties met Ford-auto's, die het circuit nog gladder maakten door rubber op het asfalt te smeren. In het zondagmiddagprogramma zat vervolgens een pauze van drie uur. In het rennerskwartier miste men waterdruk in toiletten en douches en dankzij de illegale verkoop van rennerskwartierpassen liepen er duizenden mensen rond die daar niets te zoeken hadden. Het ongenoegen was dus al groot voordat er een meter gereden was. 
Duitsland, Hockenheim
De Grand Prix van Duitsland werd geopend door het afscheidsrondje van Toni Mang, die met de net geïntroduceerde BMW K 1 een rondje reed met Bondskanselier Helmut Kohl als duopassagier. Voor aanvang van de eerste race (80 cc) was er een kleine demonstratie met spandoeken van 80cc-rijders die hun klasse voor de toekomst wilden behouden. De FIM was voornemens deze klasse met ingang van het seizoen 1990 te laten vervallen. De Grand Prix werd overschaduwd door de dood van de Venezolaanse coureur Iván Palazzese.
Oostenrijk, Salzburgring
De Grand Prix van Oostenrijk werd onder wisselende weersomstandigheden verreden, met name de trainingen. Dat kon voor sommigen een probleem zijn als ze tijdens de droge momenten technische problemen hadden en hun tijden in de regen moesten zetten. Men was over het algemeen positief over de organisatie. Er was in de afgelopen jaren best wat aan te merken geweest, maar men had zich de kritiek duidelijk aangetrokken. Zo waren er betere uitloopstroken, de baancommissarissen hadden duidelijke instructies, bij gevaarlijke situaties werden de trainingen meteen stilgelegd en er kwam niemand zonder de juiste pas in het rennerskwartier (In Italië werden de passen voor het rennerskwartier gewoon aan de kassa verkocht). 
Joegoslavië, Rijeka
Nadat in de GP van 1988 voor het eerst sinds jaren de 125cc-klasse was toegevoegd, was ze in 1989 weer verdwenen. Dat had waarschijnlijk te maken met de kritiek omdat men pas om 11.00 met de laatste zondagtrainingen begon en het programma pas na 18.00 uur was geëindigd. In plaats van te kijken naar andere organisatoren, zoals de TT van Assen, waar vijf klassen aan de start kwamen, bracht men het programma dus terug naar drie klassen. Wel had men een uitstekende controle over de toegang tot het rennerskwartier. Een aantal personen werd tegengehouden met valse toegangskaarten. Via de nummers achterhaalde men een Duits en een Italiaans team waarvan de originelen gekopieerd waren en er werden enkele arrestaties verricht. 
Dutch TT, Assen
De TT van Assen werd verreden in het kader van de "Speedweek Assen", die al begon op 19 juni met de trainingen voor het Europees kampioenschap wegrace. De EK-races vonden plaats op 20 juni, de Formule 1-klasse reed op 22 juni. De WK-races werden verreden op zaterdag 24 juni (80-, 125-, 250- en 500 cc en de zijspanklasse). De start van de races werd vertraagd omdat het publiek 's nachts een aantal strobalen in brand had gestoken en ook tv-kabels van de NOS had vernield. 
België, Spa-Francorchamps
De BMB had de organisatie van de Belgische Grand Prix tot 1991 verkocht aan een externe partij: Racing Francorchamps Promotion pvba. Lees: Bernie Ecclestone, die omgerekend ruim 180.000 Euro betaald had voor de rechten op de organisatie en daarmee bijvoorbeeld ook de verkoop van tv-rechten. Op sommige punten was dat gunstig, want voor het eerst keken mensen die zichzelf zo belangrijk vonden dat ze door het rennerskwartier mochten wandelen tegen beveiligers aan die hen de toegang verboden. Het circuit was hier en daar weer verbeterd. Bij Blanchimont, waar in 1988 Martin Wimmer en Loris Reggiani zwaar gevallen waren, bij Le Raidillon en bij La Source waren de uitloopstroken verbreed. Ook de rest van de organisatie ging volgens de Formule 1-methode: een verdubbeling van de toegangsprijzen (25 Euro voor een staanplaats en 50 Euro voor een tribuneplaats, sommige bezoekers meldden zelfs 68 Euro te hebben betaald) en hoge parkeerbedragen. Het publiek was de grote verliezer, want zonder deze verhogingen was de Belgische GP al de duurste geweest. Er waren dan ook niet meer dan 30.000 toeschouwers, ondanks het feit de Didier de Radiguès in de 250cc-race van poleposition zou gaan starten. Een aantal van hen (voornamelijk Nederlanders en Duitsers) miste de races omdat het al op zaterdagavond tot flinke vechtpartijen met de Rijkswacht was gekomen waarbij dertig arrestaties waren verricht. Men had ook weinig lering getrokken uit de klachten bij de GP van 1988, toen de organisatie niet in staat bleek het programma voor 17.00 uur af te werken en de laatste zijspancombinatie pas om 19.30 finishte. Door de valse start van Didier de Radiguès in de 250cc-klasse en de drie starts in de 500cc-klasse gebeurde nu precies hetzelfde.
Frankrijk, Le Mans
Na de verregende Belgische Grand Prix was het in Frankrijk bijzonder warm en er waren ook ruim drie keer zoveel toeschouwers, 80.000 à 90.000. 
Groot-Brittannië, Donington
In Engeland ontbrak Freddie Spencer, die door Giacomo Agostini per race betaald werd, maar die in de GP van Frankrijk al na drie ronden was gestopt. Agostini was diep teleurgesteld in de Amerikaan en besloot hem voor de Britse GP gewoon te betalen, als hij maar thuis bleef. Liever zette Agostini zijn 250cc-rijder Luca Cadalora op de Yamaha YZR 500 van Spencer. Sito Pons reed zijn honderdste Grand Prix en vierde dat met een overwinning én de wereldtitel.
Zweden, Anderstorp
Na vele jaren van klachten over de onderkomen toestand van zowel het circuit als de andere faciliteiten hadden de Zweden nu eindelijk gezorgd voor nieuw asfalt en verbeterde persvoorzieningen. Toch was er nog veel aan te merken: het asfalt was hobbelig, de parkeerplaats een modderpoel, er was geen afwatering in het rennerskwartier, waar zich bovendien grote aantallen onbevoegden bevonden en de pitstraat lag nog steeds een halve ronde van start/finish. Bovendien was er nauwelijk interesse van de Zweedse televisie. De weersomstandigheden wisselden vooral tijdens de trainingen sterk. Dat was vervelend voor coureurs die in de eerste droge sessie niet snel genoeg waren geweest. Zo konden Domenico Brigaglia, Stefan Dörflinger en Luis Miguel Reyes zich in de regen niet meer kwalificeren en Egbert Streuer/Geral de Haas moesten zich tevreden stellen met de achttiende startplaats. Jacques Cornu kreeg een aanbod om een van de 500cc-ROC-Honda's van Dominique Sarron te rijden, maar paste om zich te concentreren op de 250cc-race. Dat deed ook Luca Cadalora, die op de 500cc-Yamaha van Freddie Spencer mocht rijden. Twee koplopers in het wereldkampioenschap zagen hun kansen grotendeels verdampen. Zowel Wayne Rainey (500 cc) als Ezio Gianola (125 cc) verloren hun leidende positie door valpartijen. 
Tsjecho-Slowakije, Brno
In deze Grand Prix kwamen alle klassen aan de start en werden de wereldtitels in de 125cc-klasse, de 80cc-klasse en de zijspanklasse beslist. Voor deze drie klassen eindigde het seizoen ook in Brno, en de 80cc-klasse reed de laatste race van haar bestaan. Opnieuw trok de Grand Prix van Tsjecho-Slowakije een enorm aantal toeschouwers, waarschijnlijk rond de 150.000, waarvan een zeer groot deel uit de DDR.
Brazilië, Goiâna
Er was al wekenlang twijfel geweest of de Braziliaanse Grand Prix wel kon doorgaan omdat er opnieuw problemen waren met de financiën. Dat was voor de coureurs belangrijk, want niet alleen kwamen de start- en prijzengelden in gevaar, maar ook de reiskostenvergoeding. Het leidde op zaterdag bijna tot een rijdersstaking, maar de organisatie wist die te voorkomen door de nog verschuldigde reiskosten van Dunlop, Cagiva Corse en Iberna (de vader van Alessandro Valesi) te innen en een garantstelling van de FIM te verkrijgen. Zo ontstond er wel een schuld van 100.000 dollar aan de FIM, die snel betaald moest worden want de Nieuwe cruzeiro devalueerde met 1½ % per dag. Toen de financiën geregeld waren trok een aantal fabriekscoureurs langs de teams om contractbesprekingen voor het seizoen 1990 te voeren. Er kwam nog niet veel concreets uit, behalve dat Wayne Rainey al een mondelinge toezegging had gedaan aan Kenny Roberts, dat Sito Pons een nieuwe Honda NSR 500 met volledige fabriekssteun zou krijgen en dat Alex Barros op de 500cc-Cagiva zou gaan rijden. Intussen werd er nog gestreden om de titel in de 500cc-klasse, waar Eddie Lawson een vrij comfortabele voorsprong op Wayne Rainey had. Rainey kon alleen hopen op een klassering bij de eerste twee, waarbij Lawson dan ook nog puntloos moest blijven. In de 250cc-klasse was Sito Pons al wereldkampioen, maar de tweede plaats was nog onbeslist. Reinhold Roth en Jacques Cornu hadden beiden 180 punten en als dat zo zou blijven zou Roth dankzij twee overwinningen tweede in het kampioenschap worden. Dat was onwaarschijnlijk en het ging er voor beide rijders dus om dat ze minstens één punt meer scoorden dan de concurrent.

## 500cc-klasse
Japan, Suzuka
Vanaf de tweede startrij vertrok Freddie Spencer als snelste, maar in de eerste bocht werd hij al gepasseerd door Wayne Rainey, die per ronde een seconde won op de concurrentie. In de tweede ronde passeerde Kevin Schwantz Spencer ook. Tot de zevende ronde reed Spencer voor in het veld, maar daarna begon zijn Yamaha in te houden en kwam hij plotseling als achttiende door. Op dat moment begon Schwantz in te lopen op Rainey. Nog acht ronden later had hij Rainey achterhaald. De Honda's kwamen er toen al niet meer aan te pas. Nieuweling Mick Doohan was de snelste van hen tot hij door een gebroken zuiger uitviel. Wayne Gardner lag op de derde plaats, maar hij maakte een aantal fouten. Hij startte slecht, vocht zich terug naar de derde plaats tot hij in Spoon Curve rechtdoor schoot en naar de veertiende plaats zakte. Opnieuw vocht hij zich terug naar de derde plaats, maar toen verloor zijn achterband grip. Hij reed door het gras, miste de vangrail maar net en kwam als vierde achter Eddie Lawson op de baan terug. Hij moest nog vijf ronden met vreselijke pijn rijden omdat zijn testikels op de tank waren geslagen. Vlak voor het einde van de race nam Schwantz de leiding over van Rainey. De laatste ronden van Kevin Schwantz waren spectaculair: meerdere malen schoof de achterkant van zijn Suzuki weg of kwam het vermogen zo plotseling in dat hij een ongewilde wheelie maakte. Toch kon Rainey niet profiteren en hij moest genoegen nemen met de tweede plaats. Later verklaarde hij dat hij op de starttoren had gezien dat er nog twee ronden te gaan waren, waardoor hij verrast werd door de finishvlag. 
Australië, Phillip Island
Tadahiko Taira had de snelste start, maar werd in de eerste bocht al gepasseerd door Kevin Schwantz. In bocht vier maakte Schwantz echter een highsider mee, waarbij zijn achtervolgers hem maar net konden ontwijken. Wayne Rainey nam een kleine voorsprong, die door de Australiërs al snel dichtgereden werd, eerst door Kevin Magee en Mick Doohan, later volgde ook Wayne Gardner. Eddie Lawson was na zijn val in de training niet helemaal fit en werd gepasseerd door Freddie Spencer, die ook in gevecht ging met Christian Sarron. In de elfde ronde nam Gardner de leiding en Sarron passeerde Magee. Spencer leek zich goed in de kopgroep te kunnen handhaven, maar kwam ten val door een vastloper. Gardner won zijn thuis-Grand Prix voor Rainey en Sarron. Lawson werd slechts vijfde. 
Verenigde Staten, Laguna Seca
Al voor de race kwam het bericht dat de hoofdpijn van Freddie Spencer werd geweten aan een middenoorontsteking en dat hij niet zou starten. Kevin Schwantz had de beste start, maar vanaf de tweede startrij schoot Eddie Lawson hem al voor de eerste bocht voorbij. Lawson moest Schwantz toch laten gaan en werd zelf ingelopen door Wayne Gardner, Kevin Magee en Christian Sarron. Wayne Rainey nam de leiding en zes seconden voorsprong op Schwantz. Magee en Gardner gingen een onderling gevecht aan dat eindigde toen Gardner ten val kwam en een been brak. Rainey won overtuigend voor Schwantz en Lawson, maar na de finish gebeurde een bizar ongeluk. Bubba Shobert feliciteerde Rainey rijdend, maar klapte daarna hard achterop Kevin Magee, achter een blinde heuvel had besloten om middel op het circuit een staande burnout te maken. Shobert werd met ernstig hoofdletsel naar het ziekenhuis vervoerd en Magee brak een enkel en een onderbeen. 
Spanje, Jerez
Wayne Rainey vertrok als snelste, maar na drie ronden zat Kevin Schwantz al aan zijn achterwiel en in de vijfde ronde nam Schwantz de leiding over. Schwantz bouwde al snel een flinke voorsprong op, terwijl Rainey werd aangevallen door Eddie Lawson. Na veertien ronden had Schwantz al een comfortabele voorsprong van vijf seconden. Dat kreeg hij door via zijn pitbord, maar daardoor verslapte (volgens zijn eigen verklaring) zijn concentratie en in de vijfentwintigste ronde viel hij door een wegglijdend voorwiel. Daardoor behaalde Eddie Lawson zijn eerste overwinning voor Honda, met een ruime voorsprong op Wayne Rainey en Niall Mackenzie. Freddie Spencer werd vijfde, zijn hoogste klassering sinds 11 augustus 1985 (overwinning in de GP van Zweden). 
Nations GP, Misano
Omdat het circuit als het droog was al erg glad was, eisten de coureurs dat er op de startgrid bandenwarmers gebruikt mochten worden. Toen dat werd afgewezen eisten ze twee opwarmronden, omdat hij bijna onmogelijk was temperatuur in de banden te krijgen. Ook dat verzoek werd afgewezen. Daarmee was de toon gezet. De race werd anderhalf uur uitgesteld om te wachten tot de baan droog was, maar toen er geracet werd besloot de kopgroep (Kevin Schwantz, Wayne Rainey en Christian Sarron) na vier ronden de armen in de lucht te steken ten teken dat er regen viel. De fabrieksrijders gingen vervolgens naast elkaar rijden om te voorkomen dat een aantal privérijders de race zou voortzetten. De race werd afgevlagd en men kreeg de fabriekscoureurs pas 's avonds weer te zien toen ze een persconferentie gaven. Uitzonderingen waren Pierfrancesco Chili en Fred Merkel van het Gallina-HB-team, die voor de herstart op de baan kwamen.
Na de tweede opwarmronde stuurde Merkel zijn defecte machine de pitstraat in. Vittorio Scatola had de beste start en gleed al in de eerste bocht het gras in. Daarna ontspon zich een toertocht met Michael Rudroff en Pierfrancesco Chili op kop, maar van racen was absoluut geen sprake. Rudroff haakte af toen hij ondanks de lage snelheid een keer dwars kwam te staan en werd gepasseerd door Simon Buckmaster. Buckmaster en Rudroff finishten een halve minuut achter Chili, Marco Gentile werd vierde met anderhalve minuut achterstand en met twee ronden achterstand scoorden Andy Leuthe en Niggi Schmassman nog veel punten. Chili klom in de stand om het wereldkampioenschap van de tiende naar de vierde plaats, maar stond niet vrolijk op het podium, temeer omdat hij "hartelijk" werd toegejuicht door zijn stakende collega's.
's Avonds na de race gaven Randy Mamola, Kevin Schwantz, Eddie Lawson, Mick Doohan, Christian Sarron, Ron Haslam en rijdersvertegenwoordiger Sito Pons een toelichting voor de pers, waarbij ze opmerkelijk mild waren ten opzichte van organisator Maurizio Flammini en de schuld legden bij de FIM, die het circuit nooit had mogen homologeren. De stakers werden achteraf door de FIM beboet met een bedrag van 2.000 Zwitserse francs, maar tijdens een vergadering van de beroepscommissie tijdens de TT van Assen ging die wegens procedurefouten weer van tafel.
Duitsland, Hockenheim
Op het hogesnelheidscircuit van Hockenheim bleek hoezeer de verschillende merken qua snelheid naar elkaar toe gegroeid waren. Een enorme kopgroep brak langzaam uiteen met drie man op kop: Eddie Lawson (Honda), Wayne Rainey (Yamaha) en Kevin Schwantz (Suzuki). De achtervolgende groep bestond uit Christian Sarron (Yamaha), Mick Doohan en Pierfrancesco Chili (beiden Honda). Schwantz bleef bijna de hele race achter Lawson en Rainey, maar leek toch wat over te hebben: een gat, ontstaan doordat hij gehinderd werd door een aantal achterblijvers, reed hij binnen een halve ronde weer dicht. In de elfde ronde gaf zijn Suzuki echter de geest. In de laatste ronde werd Lawson door Rainey uitgeremd in de Agip-Kurve. Mick Doohan scoorde zijn eerste podiumplaats. Hij was in gevecht geweest met Sarron, die echter brandstofproblemen kreeg, waar Chili weer van kon profiteren.
Oostenrijk, Salzburgring
De 500cc-race werd droog verreden en leek even spannend toen Kevin Schwantz, Wayne Rainey en Eddie Lawson er samen vandoor gingen. Na drie ronden gaf Schwantz echter echt gas en hij nam drie seconden voorsprong. In de achtste ronde passeerde Lawson Rainey, die last had van een vibrerende motorfiets als gevolg van een beschadigd bandenkarkas. Lawson kon af en toe een halve seconde winnen op Schwantz, maar die pareerde die aanvallen door nóg sneller te rijden. Voor het publiek was er meer spanning in de strijd om de vierde plaats, die gewonnen werd door Christian Sarron voor Kevin Magee, Pierfrancesco Chili en Ron Haslam, die praktisch binnen een seconde finishten. Mick Doohan had ook nog bij deze groep gezeten, maar moest afhaken toen hij door een achterblijver het gras in gestuurd werd. 
Joegoslavië, Rijeka
De 500cc-coureurs begonnen aan hun race in Rijeka in de wetenschap dat hun banden het zwaar zouden krijgen. Er ontstond al snel een driemans-kopgroep: Wayne Rainey, Eddie Lawson en Kevin Schwantz. Schwantz beperkte zich het grootste deel van de race tot het volgen van zijn voorgangers, maar toen Eddie Lawson een bocht te ruim nam en het gras in reed keek Rainey hem even na. Toen hij weer voor zich keek zat Schwantz voor hem. Rainey kon zich nog een keer terugvechten, maar Schwantz remde hem steeds weer uit voor de laatste linker bocht. Lawson had toch voldoende tijd gewonnen om ruim voor Kevin Magee derde te worden. Freddie Spencer parkeerde zijn Marlboro-Yamaha al in de eerste ronde tegen de vangrail, naar eigen zeggen door carburatieproblemen. Zijn teambaas Giacomo Agostini viel hem hier voor het eerst echter keihard af. Hij hield het op Spencer's motivatieproblemen.
Dutch TT, Assen
De start van de race werd vertraagd door een domme actie van Randy Mamola, de clown onder de coureurs die het publiek al vermaakt had met een klompendans, maar die tijdens de opwarmronde nog een mooie wheelie wilde maken. Hij trok zijn Cagiva achterover in de Strubben en mocht die op de grid laten repareren. Toen er eindelijk gestart werd nam Wayne Rainey de leiding voor Kevin Schwantz, Eddie Lawson, Kevin Magee, Christian Sarron en Freddie Spencer. Rainey leidde drie ronden voor Schwantz en de goed volgende Pierfrancesco Chili, die in gevecht was met Eddie Lawson. Lawson nam pas in de negende ronde de derde plaats over toen Chili's Pirelli-banden de geest begonnen te geven. Nu werd Lawson belaagd door Sarron wiens Yamaha minder snel was maar veel beter stuurde, ondanks het feit dat hij vanwege een handblessure had gekozen voor (zwaardere) stalen remschijven. Schwantz had intussen al in de vierde ronde de leiding genomen en tegen het einde van de race begon hij weg te lopen van Rainey. Schwantz had een voorsprong van 2,5 seconde toen vier ronden voor het einde een drijfstang van zijn Suzuki brak. Nu kon Rainey de overwinning niet meer ontgaan. Lawson werd tweede en Sarron derde. Freddie Spencer werd dertiende nadat hij twee keer rechtdoor was geschoten door vastlopers. 
België, Spa-Francorchamps
De 500cc-klasse werd in drie manches verreden door de wisselende weersomstandigheden, maar omdat dit niet reglementair was werd de uitslag van de laatste manche 's avonds om half negen (toen er geen enkele coureur meer op het circuit was) geschrapt. De FIM moest deze beslissing echter nog beoordelen, zodat de coureurs voorlopig met halve punten naar huis gingen en het nog niet zeker was of deze GP überhaupt wel zou meetellen. De 500cc-race ging onder droge omstandigheden van start met een kopgroep bestaande uit Wayne Rainey, Kevin Schwantz, Eddie Lawson en Christian Sarron. Na twee ronden stopte Wayne Gardner en na vier ronden volgde ook Randy Mamola. Toen begon het te regenen. Schwantz stak zijn arm in de lucht ten teken dat hij de race wilde stilleggen. Rainey ging daarin mee, maar ze werden allebei gepasseerd door Lawson en Sarron die vol doorgingen. Twee kilometer verderop vloog Sarron van zijn machine en nu legde ook Lawson zich bij de feiten neer. De organisatie vlagde de race bij start/finish af. Bij de herstart stond iedereen weer op slicks, met uitzondering van Randy Mamola en Wayne Gardner, die niet meer mochten starten omdat ze in de eerste manche de vijfde ronde niet hadden voltooid. Na een paar ronden begon het echter weer te regenen en de geschiedenis herhaalde zich: Schwantz, Rainey en Lawson legden de race stil. Mick Doohan had dat niet in de gaten en hij reed de reeds langzamer rijdende John Kocinkski van zijn machine. Niemand scheen te weten of er eigenlijk wel een derde maal gestart mocht worden. Daardoor zag men bekvechtende coureurs, teammanagers en functionarissen van de IRTA (vereniging van teams) en de ROPA (vereniging van organisatoren), de wedstrijdleider en functionarissen van de FIM. Misschien was de mededeling van een functionaris van de Rijkswacht wel doorslaggevend: hij kon niet instaan voor de veiligheid als er niet gereden zou worden. Dat was logisch, want bij de duurste Grand Prix van het jaar wilde het publiek wel races zien. Er werd dus voor de derde keer gestart, op regenbanden dit keer, voor een manche over negen ronden. Kevin Schwantz leek op de overwinning af te gaan tot hij in de laatste ronde zijn voorwiel onderuit remde, waardoor Wayne Rainey naar de overwinning reed, voor Lawson, Kocinski, Doohan en Sarron. Bij de huldiging stonden Rainey, Lawson en Kocinski op het podium en miste men Kevin Schwantz, die immers gevallen was. 's Avonds laat besliste de jury dat de derde manche ongeldig werd verklaard. Men had niet opnieuw mogen starten. De uitslag na twee manches gold, zij het met de toekenning van halve punten. Er volgden vanzelfsprekend protesten, o.a. van Team Roberts, Gauloises-Sonauto en Gallina-HB.
Frankrijk, Le Mans
Twee Franse coureurs kregen de kans in de 500cc-klasse: Adrien Morillas met de reservemachine van Dominique Sarron en Thierry Crine met een door de Franse Suzuki-importeur geregelde fabrieks-Suzuki RGV. Ze scoorden allebei punten. Fred Merkel kon - na de mislukte poging in de GP des Nations - eindelijk debuteren als tweede rijder bij Roberto Gallina, maar hij viel uit. Wayne Rainey nam aanvankelijk de leiding voor Eddie Lawson, Pierfrancesco Chili, Christian Sarron, Freddie Spencer, Kevin Schwantz en Kevin Magee. In de vijfde ronde nam Lawson de leiding over en ook Schwantz sloot bij het leidende duo aan. Een ronde lang had Rainey problemen met zijn carbon-remschijven, maar daarna reed hij weer vier ronden aan de leiding tot hij vanaf de vijftiende ronde problemen kreeg met zijn banden. Schwantz nam ook nog een keer de leiding en tot aan de finish bleef hij met Lawson in een fel gevecht verwikkeld, tot hij in de laatste bocht bijna viel en Lawson de overwinning moest laten. Wayne Gardner kwam ten val, Freddie Spencer stopte na drie ronden met maagklachten en Fred Merkel stopte toen zijn machine vermogen verloor. De Franse debutanten met fabrieksracers deden het erg goed: Adrien Morillas (ROC-Honda) werd tiende en Thierry Crine (Konica Minolta-Suzuki RGV, de machine die Ernst Gschwender in Duitsland had gebruikt) werd twaalfde.
Groot-Brittannië, Donington
Kevin Schwantz nam meteen de leiding in de race, voor Wayne Rainey, Christian Sarron, Eddie Lawson en de verrassende sterk acterende Niall Mackenzie, die zich op Donington Park goed thuisvoelde. Mackenzie nam zelfs een halve ronde de leiding, maar moest het hoofd buigen voor Schwantz, die duidelijk de sterkste van de kopgroep was. Schwantz wist samen met Mackenzie los te komen van de rest en in de tweede helft van de race ging hij er alleen vandoor. Mackenzie werd ingelopen door Lawson en Rainey, die - volgens eigen zeggen - nog geluk had dat hij Mackenzie uiteindelijk achter zich kon houden. Rainey's machine was niet goed afgesteld, maar Mackenzie kreeg problemen met zijn banden en in de laatste ronde hield zijn machine in door brandstofgebrek. Lawson had ook tijd verloren bij het inhalen van achterblijvers, vooral doordat Fred Merkel in gevecht was met Roger Burnett. Luca Cadalora debuteerde in de 500cc-klasse met de achtste plaats. 
Zweden, Anderstorp
Nadat hij drie GP's op rij door Eddie Lawson verslagen was, wist Wayne Rainey dat het tijd werd om zijn voorsprong van slechts 6,5 punt in het WK verder uit te bouwen. Hij startte dan ook als snelste en bouwde een kleine voorsprong op op Lawson en Kevin Schwantz. Halverwege de race nam Lawson de leiding over, maar Rainey volgde hem en wist dat hij in de doorlopende bocht sneller was. Daar wilde hij Lawson in de laatste ronde passeren. Twee ronden voor het einde gaf hij echter te veel gas en werd hij van zijn machine geslingerd. Lawson had het niet gemerkt, hij ontdekte pas dat Rainey gevallen was toen hij pitsignalen kreeg om het rustig aan te doen. Kevin Schwantz was door een defecte zuiger ook uitgevallen en Lawson had bijna zes seconden voorsprong op Christian Sarron. Wayne Gardner kwam voor het eerst sinds April weer eens op het podium. Adrien Morillas werd achtste en evenaarde daarmee het beste seizoensresultaat van Dominique Sarron, waarvoor hij inviel.
Tsjecho-Slowakije, Brno
Bij de start maakte Kevin Schwantz een foutje, waardoor Eddie Lawson als snelste weg was. Na twee ronden had Schwantz de leiding, gevolgd door Lawson, Wayne Rainey en Christian Sarron. In het begin konden de eerste drie een aardig gevecht leveren, vanaf de vierde plaats gadegeslagen door Sarron, maar na verloop van tijd begon Rainey door bandenproblemen terug te vallen en hij werd gepasseerd door Sarron. Lawson wist de koppositie weer over te nemen, maar maakte een fout toen de achterblijvers ingehaald moesten worden en daar profiteerde Schwantz weer van. Uiteindelijk won hij met bijna zes seconden voorsprong op Lawson. Rainey werd nipt derde voor Sarron, die zeer waarschijnlijk stalorders had gekregen om achter Rainey te blijven. Die had nog een theoretische kans op de wereldtitel, die nu nog theoretischer was geworden. Als Rainey de GP van Brazilië won, zou Lawson aan de elfde plaats genoeg hebben voor de wereldtitel. Wayne Gardner was nog maar net herstellende van een beenbreuk, toen hij bij een val in de training zijn voet kneusde. Nu hij toch kansloos was voor de titel besloot hij om zijn seizoen te beëindigen en rust te gaan nemen.
Brazilië, Goiâna
Al in de eerste ronde scheidden drie man zich af van de rest van het veld: op kop Eddie Lawson, daarachter Wayne Rainey en Kevin Schwantz. Halverwege de race, toen de eerste achterblijvers gepasseerd werden, was al duidelijk te zien dat de banden het moeilijk kregen. Alle drie hadden ze last van uitbrekende achterwielen en het was opmerkelijk dat Lawson, die aan de elfde plaats genoeg had om de wereldtitel binnen te slepen, zich met de strijd bleef bemoeien. Rainey kon dat niet, zijn Dunlop banden gaven het op en hij moest Lawson en Schwantz laten gaan. Daarmee was zijn kans op de titel ook verkeken. Na 22 ronden nam Schwantz de leiding over. De titel van Lawson kwam toch nog even in gevaar toen achterblijver Vincenzo Cascino vlak voor hem viel. Had Cascino dat een seconde eerder gedaan dan had Lawson hem niet meer kunnen ontwijken en was Rainey tweede en wereldkampioen geworden. Het liep echter goed af voor Lawson.

### Uitslagen 500cc-klasse
|    | Datum        | Race                       | Circuit           | 1e                  | 2e               | 3e               | Poleposition   | Snelste ronde       |
| -- | ------------ | -------------------------- | ----------------- | ------------------- | ---------------- | ---------------- | -------------- | ------------------- |
| 1  | 26 maart     | GP van Japan               | Suzuka            | Kevin Schwantz      | Wayne Rainey     | Eddie Lawson     | Tadahiko Taira | Kevin Schwantz      |
| 2  | 9 april      | GP van Australië           | Phillip Island    | Wayne Gardner       | Wayne Rainey     | Christian Sarron | Kevin Schwantz | Pierfrancesco Chili |
| 3  | 16 april     | GP van de Verenigde Staten | Laguna Seca       | Wayne Rainey        | Kevin Schwantz   | Eddie Lawson     | Wayne Rainey   | Wayne Gardner       |
| 4  | 30 april     | GP van Spanje              | Jerez             | Eddie Lawson        | Wayne Rainey     | Niall Mackenzie  | Wayne Rainey   | Kevin Schwantz      |
| 5  | 14 mei       | Nations GP                 | Misano            | Pierfrancesco Chili | Simon Buckmaster | Michael Rudroff  | Kevin Schwantz | Eddie Lawson        |
| 6  | 28 mei       | GP van Duitsland           | Hockenheim        | Wayne Rainey        | Eddie Lawson     | Mick Doohan      | Kevin Schwantz | Kevin Schwantz      |
| 7  | 4 juni       | GP van Oostenrijk          | Salzburgring      | Kevin Schwantz      | Eddie Lawson     | Wayne Rainey     | Kevin Schwantz | Kevin Schwantz      |
| 8  | 11 juni      | GP van Joegoslavië         | Rijeka            | Kevin Schwantz      | Wayne Rainey     | Eddie Lawson     | Kevin Schwantz | Wayne Rainey        |
| 9  | 24 juni      | Dutch TT                   | Assen             | Wayne Rainey        | Eddie Lawson     | Christian Sarron | Kevin Schwantz | Kevin Schwantz      |
| 10 | 2 juli       | GP van België              | Spa-Francorchamps | Eddie Lawson        | Kevin Schwantz   | Wayne Rainey     | Kevin Schwantz | Kevin Schwantz      |
| 11 | 16 juli      | GP van Frankrijk           | Le Mans           | Eddie Lawson        | Kevin Schwantz   | Wayne Rainey     | Eddie Lawson   | Kevin Schwantz      |
| 12 | 6 augustus   | GP van Groot-Brittannië    | Donington         | Kevin Schwantz      | Eddie Lawson     | Wayne Rainey     | Kevin Schwantz | Eddie Lawson        |
| 13 | 13 augustus  | GP van Zweden              | Anderstorp        | Eddie Lawson        | Christian Sarron | Wayne Gardner    | Wayne Rainey   | Christian Sarron    |
| 14 | 27 augustus  | GP van Tsjecho-Slowakije   | Brno              | Kevin Schwantz      | Eddie Lawson     | Wayne Rainey     | Kevin Schwantz | Kevin Schwantz      |
| 15 | 17 september | GP van Brazilië            | Goiânia           | Kevin Schwantz      | Eddie Lawson     | Wayne Rainey     | Wayne Rainey   | Eddie Lawson        |

### Eindstand 500cc-klasse
| Pos. | Coureur             | Team/merk                          | Punten |
| ---- | ------------------- | ---------------------------------- | ------ |
| 1    | Eddie Lawson        | Kanemoto Racing-Rothmans-HRC-Honda | 228    |
| 2    | Wayne Rainey        | Roberts-Lucky Strike-Yamaha        | 210,5  |
| 3    | Christian Sarron    | Gauloises-Sonauto-Yamaha           | 165,5  |
| 4    | Kevin Schwantz      | Pepsi-Suzuki                       | 162,5  |
| 5    | Kevin Magee         | Roberts-Lucky Strike-Yamaha        | 138,5  |
| 6    | Pierfrancesco Chili | Gallina-HB-HRC-Honda               | 122    |
| 7    | Niall Mackenzie     | Agostini-Marlboro-Yamaha           | 103    |
| 8    | Ron Haslam          | Pepsi-Suzuki                       | 86     |
| 9    | Mick Doohan         | Rothmans-HRC-Honda                 | 81     |
| 10   | Wayne Gardner       | Rothmans-HRC-Honda                 | 67     |
| 11   | Rob McElnea         | Cabin-HRC-Honda                    | 52,5   |
| 12   | Simon Buckmaster    | Team Katayama-Honda                | 43,5   |
| 13   | Alessandro Valesi   | Iberna-Yamaha                      | 40     |
| 14   | Tadahiko Taira      | Tech 21-Yamaha                     | 39     |
| 15   | Dominique Sarron    | ELF-ROC-HRC-Honda                  | 39     |
| 16   | Freddie Spencer     | Agostini-Marlboro-Yamaha           | 33,5   |
| 17   | Marco Gentile (†)   | Fior-Marlboro-Yamaha               | 33     |
| 18   | Randy Mamola        | Cagiva Corse                       | 33     |
| 19   | Adrien Morillas     | ELF-ROC-HRC-Honda                  | 26     |
| 20   | Michael Rudroff     | Rallye Sport-Honda                 | 18     |
| 21   | Norihiko Fujiwara   | Tech 21-Yamaha                     | 17     |
| 22   | Bubba Shobert       | Cabin-HRC-Honda USA                | 12     |
| 23   | Sepp Doppler        | Honda                              | 11     |

| Pos. | Coureur                      | Team/merk                                   | Punten |
| ---- | ---------------------------- | ------------------------------------------- | ------ |
| 24   | Alois Meyer                  | Rallye Sport -Honda                         | 10     |
| 25   | Fernando González De Nicolás | Club Cross Pozuelo-Honda                    | 9      |
| 26   | Romolo Balbi                 | Honda                                       | 8      |
| 26   | Luca Cadalora                | Agostini-Marlboro-Yamaha                    | 8      |
| 28   | Niggi Schmassmann            | Technotron-Honda                            | 8      |
| 29   | Massimo Broccoli             | Cagiva Corse                                | 8      |
| 30   | Michael Dowson               | Yamaha                                      | 7      |
| 30   | Andreas Leuthe               | Librenti-Suzuki                             | 7      |
| 32   | Shinichi Ito                 | Seed-HRC-Honda                              | 6      |
| 33   | Fabio Biliotti               | Team Katayama-Honda                         | 6      |
| 34   | Bruno Kneubühler             | Römer-Honda                                 | 6      |
| 35   | John Kocinski                | Roberts-Yamaha/ Roberts-Lucky Strike-Yamaha | 5,5    |
| 36   | Ernst Gschwender             | Suzuki Deutschland                          | 5      |
| 36   | Fred Merkel                  | Gallina-HB-HRC-Honda                        | 5      |
| 38   | Thierry Crine                | Konica Minolta-Suzuki                       | 4      |
| 38   | Roger Burnett                | Rothmans-HRC-Honda                          | 4      |
| 40   | Juan López Mella             | Xunta-Honda                                 | 4      |
| 41   | Shunji Yatsushiro            | Pentax-HRC-Honda                            | 3      |
| 41   | Alberto Rota                 | Yamaha/ Agostini-Marlboro-Yamaha            | 3      |
| 43   | Cees Doorakkers              | Honda                                       | 2,5    |
| 44   | Eddie Laycock                | Millar-Honda                                | 2      |
| 45   | Kunio Machii                 | Yamaha                                      | 1      |
| 45   | Peter Lindén                 | Flygvapnet-Eurovan Germany-Honda            | 1      |

### Constructeurstitel 500cc-klasse
De constructeurstitel werd aan Honda toegekend.

## 250cc-klasse
Japan, Suzuka

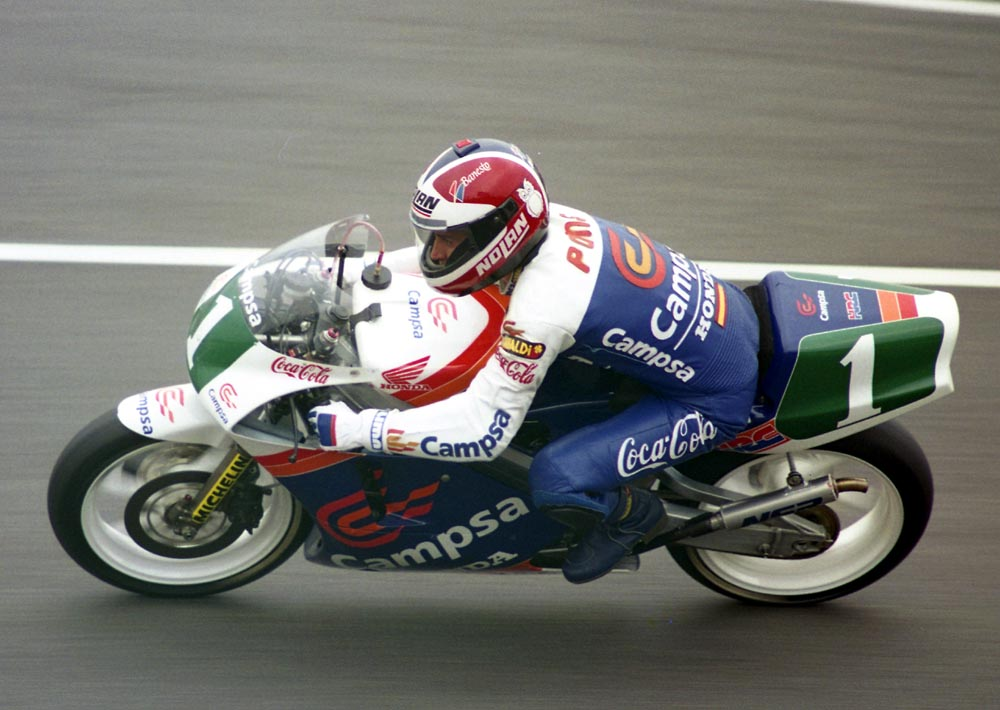
Sito Pons werd voor de tweede keer wereldkampioen 250 cc

Aanvankelijk namen Toshihiko Honma en Tadayuki Okada de leiding in de race, terwijl John Kocinski in de achtervolgende groep met Jean-Philippe Ruggia, Carlos Cardús, Sito Pons, Luca Cadalora, Reinhold Roth, Martin Wimmer, Jim Filice, Juan Garriga, Masumitsu Taguchi, Junzo Suzuki en Loris Reggiani zat. Na vijf ronden had Kocinski de leiding echter al in handen, maar hij kon niet echt weglopen van zijn achtervolgers. Dat wilde hij ook niet, want hij spaarde zijn banden voor de laatste ronden. Uiteindelijk kon alleen Pons hem volgen. Garriga viel terug door een kleine vastloper en ook Okada moest bij de kopgroep afhaken. Cadalora was weliswaar tevreden met de derde plaats, maar verweet Giacomo Agostini dat hij zijn team niet in Japan had laten trainen. 
Australië, Phillip Island
Jacques Cornu had de beste start voor Jean-Philippe Ruggia, Sito Pons, Luca Cadalora, Juan Garriga en Reinhold Roth. In de tweede ronde maakte Cadalora een fout waardoor hij terugviel naar de laatste plaats in de race. Ruggia en Pons namen afstand van de groep, deels als gevolg van het feit dat ze - tegen de afspraken in - bandenwarmers hadden gebruikt voor de start. Ruggia en Pons leverden een fel gevecht, dat Pons met slechts 0,13 seconde wist te winnen. Luca Cadalora had intussen het hele veld ingehaald en vocht zich van de laatste plaats terug naar het podium, slechts 8,75 seconde achter de winnaar. 
Verenigde Staten, Laguna Seca
Jim Filice pakte de kopstart in de race, gevolgd door Jacques Cornu, Carlos Cardús, Sito Pons en John Kocinski, terwijl Juan Garriga tijd nodig had om op snelheid te komen, maar hij mengde zich ook om de strijd in de kopgroep. Kocinski rukte op naar de tweede plaats en reed rustig het gat met Filice dicht. Uiteindelijk nam hij de leiding over en won hij de race. Ook Garriga leek Filice nog te bedreigen, maar hij kwam ten val. Om de derde plaats vond ook een felle strijd plaats, die Luca Cadalora won ten koste van Sito Pons. 
Spanje, Jerez
Juan Garriga had ondanks koortsaanvallen en een polsblessure de eerste startrij bereikt, maar na de opwarmronde sloeg zijn Yamaha af en vormde hij een obstakel voor de rest van het veld. Na de eerste ronde leidde Jean-Philippe Ruggia voor Sito Pons, Carlos Cardús, Luca Cadalora, Jacques Cornu, Loris Reggiani en Wilco Zeelenberg. Zeelenberg kon met zijn productie-Honda RS 250 de fabrieksracers niet volgen en werd gepasseerd door Martin Wimmer, Reinhold Roth, Masahiro Shimizu, Gary Cowan en Juan Garriga, wiens Yamaha was aangeduwd en die als laatste was vertrokken. In de derde ronde nam Sito Pons de leiding, maar zowel hij als Ruggia werden gepasseerd door Cadalora. Garriga, die ook nog het grootste deel van de race zonder koppeling had gereden, werd vierde.
Nations GP, Misano
Luca Cadalora had niets aan zijn zwaar bevochten poleposition. Hij startte erg slecht, begon aan een inhaalrace die in de laatste bocht voor start/finish eindigde met een valpartij, waarvan ook Daniel Amatriaín, Urs Jücker en Bernard Schick het slachtoffer werden. Even had Martin Wimmer aan kop gereden, maar al snel namen Jean-Philippe Ruggia en Carlos Cardús beurtelings de leiding. Door elkaar uit te remmen verloren ze echter snelheid en daardoor konden Jacques Cornu, Juan Garriga en Reinhold Roth aansluiten en vormde zich een zesmans kopgroep. Op twee derde van de race nam Sito Pons de leiding over. In zijn gevecht met Cardús om de derde plaats kwam Garriga ten val. Om de eerste twee plaatsen werd gevochten door Pons en Ruggia, die elkaar tijdens de eindsprint zelfs even raakten. Pons won de race, maar Ruggia nam door het uitvallen van Cadalora de tweede plaats in het wereldkampioenschap over. Jacques Cornu wist de derde plaats nog van Cardús af te snoepen. 
Duitsland, Hockenheim
Al in de tweede ronde van de 250cc-race gebeurde er een ernstig ongeval, waarbij Iván Palazzese het leven verloor en Fabio Barchitta en Bruno Bonhuil ernstig gewond raakten. De race werd afgebroken, maar het lot van Palazzese, die in het universiteitsziekenhuis van Heidelberg overleed, was op het circuit nog niet bekend. Daarom ging het veld vrijwel volledig opnieuw van start, inclusief Palazzese's teamgenoot Didier de Radiguès. Er ontstond een gevecht tussen zes man: Reinhold Roth, Helmut Bradl, Sito Pons, Carlos Cardús, Masahiro Shimizu en Jacques Cornu. Allemaal Honda-coureurs, want de Yamaha YZR 250's waren te traag voor dit circuit. Er werd voortdurend van positie gewisseld, maar Sito Pons trok aan het langste eind. Zijn achtervolgers passeerden de streep binnen anderhalve seconde. De snelste Aprilia's (Martin Wimmer en Didier de Radiguès) vielen allebei uit door gebroken krukassen. 
Oostenrijk, Salzburgring
Jacques Cornu had de beste start, maar hij werd al meteen gepasseerd door Martin Wimmer. Ook Sito Pons, Luca Cadalora, Didier de Radiguès en Helmut Bradl voegden zich bij de kopgroep. Daarachter werd ook stevig gevochten door Reinhold Roth, Jean-Philippe Ruggia, Masahiro Shimizu, Loris Reggiani en Carlos Cardús. Voor Yamaha vervloog de hoop toen zowel Cadalora als Juan Garriga kort na elkaar uitvielen. Sito Pons wilde het niet zoals in Duitsland op de laatste ronde laten aankomen en met drie snelle ronden maakte hij zich los van het veld. Wimmer was bijna tweede geworden, maar hij werd op de streep geklopt door Cornu.
Joegoslavië, Rijeka
Na de start nam Reinhold Roth de leiding voor Didier de Radiguès, Sito Pons, Jacques Cornu, Loris Reggiani, Helmut Bradl, Daniel Amatriaín en Luca Cadalora. De kopgroep begon in de zesde ronde uit te dunnen toen Reggiani viel en De Radiguès met een lekkende versnellingsbak uitviel. Vier ronden later kwamen Cadalora en Bradl samen ten val. Uiteindelijk bleven Roth, Pons en Cornu vooraan over. Roth pakte bij het passeren van achterblijvers honderd meter voorsprong, maar hij had al vanaf de start problemen met zijn banden. Pons wist dat hij meer vermogen en meer grip had en pakte in de laatste bocht voor start/finish de leiding.
Dutch TT, Assen
Na de eerste ronde leidde Reinhold Roth voor Carlos Cardús, Luca Cadalora, Jacques Cornu, Martin Wimmer, Gary Cowan, Didier de Radiguès en Sito Pons. Daarmee waren de kansen van Yamaha al bijna de grond in geboord, met Cadalora als enige vertegenwoordiger van een fabrieksteam. Jean-Philippe Ruggia (Gauloises-Sonauto-Yamaha) was al in de eerste ronde gevallen en Juan Garriga (Ducados-Repsol-Yamaha) viel uit door een gebroken zuiger. Cadalora ging echter het gevecht met Roth aan en nam enkele malen de leiding over. Af en toen bemoeide Pons zich met het gevecht, terwijl Cornu vanaf de vierde plaats toekeek. Bij Cadalora's Yamaha brak echter ook een zuiger en toen werd het een compleet Honda-gevecht, dat werd gewonnen door Roth voor Pons, Cornu en Cardús. Martin Wimmer plaatste zich met zijn privé-Aprilia voor de fabrieksmachine van De Radiguès en pas op de zevende plaats volgde de eerste Yamaha, de privé-Yamaha TZ 250 van Alberto Puig. 
België, Spa-Francorchamps
De baan was deels nat en deels droog en daarom startten de meeste deelnemers op intermediates, maar Didier de Radiguès koos voor slicks en Jacques Cornu monteerde voor een intermediate en achter een slick. De Radiguès startte al toen het licht nog op rood stond, wat een Belg in België kennelijk ongestraft kon doen, want de Aprilia werd tot woede van veel collega's gewoon terug naar de streep geduwd. De start werd uitgesteld waardoor o.a. Harald Eckl, Adrien Morillas, en Maurizio Vitali de tijd kregen hun banden te wisselen. Er volgde een tweede opwarmronde en de race werd met een ronde ingekort. Na de start nam Jean-Philippe Ruggia de leiding voor Jacques Cornu, Carlos Cardús, Martin Wimmer, Reinhold Roth en Helmut Bradl. In de tweede ronde vielen zowel Ruggia als De Radiguès. Later viel ook Wimmer, waardoor de strijd om de kop ging tussen Cornu, Cardús, Roth en de aangesloten Sito Pons. Twee ronden voor het einde was de baan grotendeels droog en begon Cornu te profiteren van zijn bandenkeuze. Hij nam de leiding en gaf ze niet meer uit handen. Door zijn overwinning nam hij de tweede plaats in het kampioenschap over van Reinhold Roth. 
Frankrijk, Le Mans
Na de start nam Sito Pons de leiding voor debutant Toshihiko Honma, Jean-Philippe Ruggia, Carlos Cardús, Reinhold Roth, Jacques Cornu en Masahiro Shimizu. In de vierde ronde nam Cardús de leiding over. Hij kon niet van de kopgroep wegrijden, maar hij bleef tot op de streep aan de leiding. Dat het spannend was geweest bleek wel uit het feit dat de eerste zeven binnen 6,5 seconde finishten. De hoop van Yamaha was weer grotendeels vervlogen nu hun snelste rijder Toshihiko Honma op de vierde plaats was geëindigd, nog voor Ruggia, die wel met zijn reservemachine had moeten rijden.
Groot-Brittannië, Donington
Luca Cadalora maakte een valse start en kreeg daarvoor een startminuut. Zijn race was daarmee feitelijk over, temeer omdat hij als laatste weg was omdat hij zijn machine opnieuw moest aanduwen. Na de start ging Reinhold Roth aan de leiding voor Loris Reggiani, Masahiro Shimizu, Jacques Cornu, Martin Wimmer en Sito Pons. De kopgroep wisselde voortdurend van positie tot in de achtste ronde, toen Sito Pons er vandoor ging. Hij kon vrij gemakkelijk wegrijden en won met zeven seconden voorsprong op Reinhold Roth. Door deze overwinning was Sito Pons in het WK niet meer in te halen en was hij voor de tweede keer wereldkampioen. Cadalora had intussen na vijftien rondjes in kansloze positie opgegeven. Hij spaarde zijn krachten voor de 500cc-race.
Zweden, Anderstorp
Ondanks zijn twaalfde startpositie nam Toshihiko Honma twee ronden lang de leiding. Toen werd hij overrompeld door een hele stoet Honda's: Carlos Cardús, Sito Pons, Reinhold Roth en Jacques Cornu. Honma zakte terug in de achtervolgende groep met Masahiro Shimizu, Martin Wimmer, Didier de Radiguès en Luca Cadalora. Cardús en Roth mochten enkele ronden lang leiden, maar daarna nam Pons het initiatief over en hij reed weg van de groep. Roth werd tweede voor Cornu en Cardús. 
Tsjecho-Slowakije, Brno
Hoewel Sito Pons al wereldkampioen was, was de strijd om de tweede plaats in het kampioenschap nog spannend: Jacques Cornu had vijf punten voorsprong op Reinhold Roth. In de kwalificatietrainingen ging het dan ook tussen deze twee, waarbij Roth slechts 0,09 seconde sneller was dan Cornu. De 250cc-race begon met een enorm valse start, veroorzaakt door Wilco Zeelenberg, die al wegreed toen het rode licht aansprong. Zeelenberg kneep de koppeling meteen weer in, maar het kwaad was al geschied. De coureurs die aan de rechterkant van het veld achter hem stonden reageerden weer op de beweging van Zeelenberg en vertrokken. De oplossing was eenvoudig geweest: Zeelenberg, Daniel Amatriaín en nog een man of vijf een strafminuut geven en de start overdoen. In plaats daarvan sprong het licht op groen en werd er verder geen actie ondernomen. Amatriaín reed dus meteen aan de leiding voor Zeelenberg. Na een ronde leidde Jacques Cornu voor Amatriaín, Reinhold Roth, Sito Pons en Wilco Zeelenberg. Na verloop van tijd vormde zich een viermans kopgroep: Cornu, Roth, Pons en Masahiro Shimizu, op enkele tientallen meters gevolgd door Helmut Bradl, Carlos Cardús en Alex Barros. Toch werd de aansluiting niet gevonden en kwam Bradl eenzaam op de vijfde plaats terecht. Zo verliep het grootste deel van de race weinig spectaculair, met Roth voor Shimizu, Cornu en Pons. Bij het ingaan van de laatste ronde deed Shimizu een geslaagde aanval op Roth, die gedurende die ronde drie mislukte tegenaanvallen deed. Pas in de laatste bocht kwam hij buitenom naast Shimizu, die na de finish juichte, maar toen nog niet wist dat hij met 0,001 seconde verschil tweede was geworden. De strijd om de tweede plaats in het kampioenschap was nu nog spannender geworden, want Roth en Cornu stonden in punten exact gelijk. 
Brazilië, Goiâna
In het begin bestond de kopgroep uit Reinhold Roth, Masahiro Shimizu, Carlos Cardús, Luca Cadalora en Loris Reggiani, terwijl Sito Pons een slechte start had gehad. Op het moment dat Pons aansloot nam Cadalora de leiding. Het gevecht tussen Roth en Jacques Cornu kwam er niet, omdat Cornu's Dunlops het niet aankonden en hij terugzakte naar de negende plaats. Cadalora won de race voor Shimizu en Reggiani, die zijn eerste podiumplaats voor Honda boekte. Roth werd slechts zesde, maar dat was genoeg om de tweede plaats in het WK te grijpen ten koste van Cornu. Carlos Lavado werd zevende, op zich niet indrukwekkend voor een oud-wereldkampioen, maar hij moest het doen met de Aprilia-productieracer van de geblesseerde Fabio Barchitta.

### Uitslagen 250cc-klasse
|    | Datum        | Race                       | Circuit           | 1e            | 2e                   | 3e                   | Poleposition         | Snelste ronde |
| -- | ------------ | -------------------------- | ----------------- | ------------- | -------------------- | -------------------- | -------------------- | ------------- |
| 1  | 26 maart     | GP van Japan               | Suzuka            | John Kocinski | Sito Pons            | Luca Cadalora        | John Kocinski        | John Kocinski |
| 2  | 9 april      | GP van Australië           | Phillip Island    | Sito Pons     | Jean-Philippe Ruggia | Luca Cadalora        | Jean-Philippe Ruggia | Luca Cadalora |
| 3  | 16 april     | GP van de Verenigde Staten | Laguna Seca       | John Kocinski | Jim Filice           | Luca Cadalora        | John Kocinski        | John Kocinski |
| 4  | 30 april     | GP van Spanje              | Jerez             | Luca Cadalora | Sito Pons            | Jean-Philippe Ruggia | Luca Cadalora        | Juan Garriga  |
| 5  | 14 mei       | Nations GP                 | Misano            | Sito Pons     | Jean-Philippe Ruggia | Jacques Cornu        | Luca Cadalora        | Juan Garriga  |
| 6  | 28 mei       | GP van Duitsland           | Hockenheim        | Sito Pons     | Reinhold Roth        | Masahiro Shimizu     | Helmut Bradl         | Sito Pons     |
| 7  | 4 juni       | GP van Oostenrijk          | Salzburgring      | Sito Pons     | Jacques Cornu        | Martin Wimmer        | Sito Pons            | Sito Pons     |
| 8  | 11 juni      | GP van Joegoslavië         | Rijeka            | Sito Pons     | Reinhold Roth        | Jacques Cornu        | Sito Pons            | Luca Cadalora |
| 9  | 24 juni      | Dutch TT                   | Assen             | Reinhold Roth | Sito Pons            | Jacques Cornu        | Sito Pons            | Sito Pons     |
| 10 | 2 juli       | GP van België              | Spa-Francorchamps | Jacques Cornu | Sito Pons            | Carlos Cardús        | Didier de Radiguès   | Sito Pons     |
| 11 | 16 juli      | GP van Frankrijk           | Le Mans           | Carlos Cardús | Jacques Cornu        | Sito Pons            | Jean-Philippe Ruggia | Sito Pons     |
| 12 | 6 augustus   | GP van Groot-Brittannië    | Donington         | Sito Pons     | Reinhold Roth        | Masahiro Shimizu     | Luca Cadalora        | Sito Pons     |
| 13 | 13 augustus  | GP van Zweden              | Anderstorp        | Sito Pons     | Reinhold Roth        | Jacques Cornu        | Carlos Cardús        | Sito Pons     |
| 14 | 27 augustus  | GP van Tsjecho-Slowakije   | Brno              | Reinhold Roth | Masahiro Shimizu     | Jacques Cornu        | Reinhold Roth        | Juan Garriga  |
| 15 | 17 september | GP van Brazilië            | Goiânia           | Luca Cadalora | Masahiro Shimizu     | Loris Reggiani       | Loris Reggiani       | Luca Cadalora |

### Eindstand 250cc-klasse
| Pos. | Coureur              | Team/merk                                   | Punten |
| ---- | -------------------- | ------------------------------------------- | ------ |
| 1    | Sito Pons            | Campsa-JJ Cobas-HRC-Honda                   | 262    |
| 2    | Reinhold Roth        | HB-Römer-HRC-Honda/ HB-Shoei-HRC-Honda      | 190    |
| 3    | Jacques Cornu        | Lucky Strike-ELF-HRC-Honda                  | 187    |
| 4    | Carlos Cardús        | Repsol-HRC-Honda España                     | 166    |
| 5    | Luca Cadalora        | Agostini-Marlboro-Yamaha                    | 127    |
| 6    | Masahiro Shimizu     | Ajinomoto-HRC-Honda                         | 116    |
| 7    | Jean-Philippe Ruggia | Gauloises-Sonauto-Yamaha                    | 110    |
| 8    | Juan Garriga         | Nieto-Ducados-Repsol-Yamaha                 | 98     |
| 9    | Helmut Bradl         | HB-Römer-HRC-Honda                          | 88     |
| 10   | Martin Wimmer        | Hein Gericke-Aprilia-Rotax                  | 62     |
| 11   | Loris Reggiani       | HB-HRC-Honda                                | 52     |
| 12   | Didier de Radiguès   | Aprilia-Rotax                               | 51     |
| 13   | Wilco Zeelenberg     | Samson-Sharp-Honda / Samson-Sharp-HRC-Honda | 41     |
| 14   | John Kocinski        | Roberts-Yamaha                              | 40     |
| 15   | Toshihiko Honma      | Yamaha                                      | 36     |
| 16   | Jochen Schmid        | Honda                                       | 36     |
| 17   | Carlos Lavado        | Honda / Rudy Project-Aprilia-Rotax          | 31     |
| 18   | Alex Barros          | McDonald's-Venemotos-Yamaha                 | 30     |
| 19   | Gary Cowan           | Docshop-Yamaha                              | 25     |
| 20   | Jim Filice           | HRC-Honda                                   | 22     |
| 21   | Renzo Colleoni       | Aprilia-Rotax                               | 21     |
| 22   | Iván Palazzese (†)   | Aprilia-Rotax                               | 19     |

| Pos. | Coureur                   | Team/merk                       | Punten |
| ---- | ------------------------- | ------------------------------- | ------ |
| 23   | Alberto Puig              | Nieto-Ducados-Yamaha            | 18     |
| 24   | Harald Eckl               | Römer-Aprilia-Rotax             | 18     |
| 25   | Marcellino Lucchi         | Aprilia-Rotax                   | 17     |
| 26   | Daniel Amatriaín          | Team Katayama-Ducados-HRC-Honda | 14     |
| 27   | Alain Bronec              | Aprilia-Rotax                   | 10     |
| 28   | Tadayuki Okada            | Cabin-HRC-Honda                 | 10     |
| 29   | Toshinobu Shiomori        | Yamaha                          | 9      |
| 30   | Adrien Morillas           | Yamaha                          | 9      |
| 31   | Fausto Ricci              | FMI-Aprilia-Rotax               | 8      |
| 32   | Alberto Rota              | FMI-Aprilia-Rotax               | 6      |
| 33   | Stefano Caracchi          | Honda                           | 5      |
| 34   | Andreas Preining          | Aprilia-Rotax                   | 5      |
| 34   | Patrick van den Goorbergh | Docshop-Yamaha                  | 5      |
| 36   | Daryl Beattie             | Honda                           | 4      |
| 36   | Kevin Mitchell            | Yamaha                          | 4      |
| 36   | Paolo Casoli              | Pileri-AGV-Honda                | 4      |
| 39   | Maurizio Vitali           | Honda                           | 2      |
| 39   | Luis Lavado               | Yamaha                          | 2      |
| 41   | Junya Arai                | Honda                           | 1      |
| 41   | August Auinger            | Project Consult-Yamaha          | 1      |
| 41   | Hans Becker               | Yamaha                          | 1      |
| 41   | Manfred Herweh            | Yamaha                          | 1      |

### Constructeurstitel 250cc-klasse
De constructeurstitel werd aan Honda toegekend.

## 125cc-klasse
Japan, Suzuka
Ezio Gianola nam meteen de leiding voor Hisashi Unemoto, Jorge Martínez en de goed gestarte Hans Spaan. Martínez moest echter al na een ronde stoppen door een gebroken schakelpedaal. Spaan reed per ronde twee seconden sneller dan in de training, maar hij kon Gianola niet bedreigen. Wel drong hij door naar de tweede plaats voor Unemoto en diens teamgenoot Koji Takada. Spaan maakte zich los van zijn achtervolgers, tot zijn machine door een defecte ontsteking stilviel. Zo deden Gianola, Unemoto en Takada goede zaken, want de overige kanshebbers in het WK scoorden nauwelijks punten.
Australië, Phillip Island
Na de start gingen Ezio Gianola en Jorge Martínez aan de leiding, gevolgd door Fausto Gresini, Allan Scott en Àlex Crivillé. Gianola ging in de vierde ronde echter onderuit, maar kon weer opstaan en zijn race vervolgen. Martínez had nu een flinke voorsprong, maar stopte in de tiende ronde omdat zijn Derbi opnieuw vastliep. Crivillé kwam zo vanzelf aan de leiding en won met negen seconden voorsprong op de verrassende Robin Milton en Allan Scott. Gianola werkte zich na zijn val weer op naar de vijfde plaats.
Spanje, Jerez
Heel even bestond de kopgroep uit vier man: Àlex Crivillé, Ezio Gianola, Allan Scott en Jorge Martínez. Crivillé nam echter al snel afstand, bouwde een voorsprong op van 20 seconden, liet die daarna weer teruglopen tot 6 seconden en won onbedreigd. De strijd zat achter hem. Nadat Gianola even problemen kreeg door vastzittende gasschuiven en Scott begon terug te vallen, viel de slecht gestarte Hans Spaan Martínez aan. Dat werd een interessante strijd om de tweede plaats tot Spaan door een gebroken schakelstang de pit in moest. Martínez reed nu eenzaam op de tweede plaats, maar om de derde plaats werd nog gevochten door Gianola en Koji Takada, die deze strijd in de laatste ronde in zijn voordeel beslechtte. 
Nations GP, Misano
Hans Spaan nam in de eerste ronde de leiding voor Ezio Gianola, Jorge Martínez en Àlex Crivillé, maar in de tweede ronde nam Gianola het over. Fausto Gresini had toen al een grote achterstand, maar was in gevecht om de vijfde plaats met Allan Scott, Robin Milton, Koji Takada, Luis Miguel Reyes, Hisashi Unemoto en Bruno Casanova. Takada en Scott raakten elkaar, waardoor de laatste ten val kwam. Intussen wisselde de kopgroep voortdurend van positie, tot de Derbi van Martínez door ontstekingsproblemen begon de stotteren en hij de pit opzocht. Zeven ronden voor de finish trok Crivillé zijn JJ Cobas onderuit, maar de strijd tussen Spaan en Gianola bleef spannend tot op de finishlijn, waar Gianola 0,1 seconde eerder overheen reed. Gresini werd derde voor Takada, die hierdoor wel naar de tweede plaats in het wereldkampioenschap klom. Spaan drong voor het eerst de top tien van het WK binnen. Hij steeg van de achttiende naar de negende positie. 
Duitsland, Hockenheim
De 125cc-race begon slecht voor Jorge Martínez, die in de opwarmronde werd aangereden door Esa Kytölä, waarbij zijn uitlaat werd dichtgedrukt. De starter wenste niet op de reparatie te wachten en Martínez vertrok pas een minuut na de start. Ezio Gianola nam de leiding voor Fausto Gresini, Taru Rinne, Àlex Crivillé en Adi Stadler. Gresini viel door motorpech terug, maar daar stond tegenover dat Julián Miralles aansluiting kreeg en het gevecht om de leiding aanging. In de laatste bocht voor de finish passeerde Crivillé de beide koplopers en hij won de race met minimale voorsprong. Taru Rinne had de kopgroep aanvankelijk goed kunnen volgen, maar verklaarde na de race dat ze ten opzichte van de heren toch wat conditie tekort kwam. Ze werd toch nog zevende, 0,03 seconde voor Adi Stadler. 
Oostenrijk, Salzburgring
De halfnatte baan zorgde op het startveld voor twijfel onder de coureurs, maar Hans Spaan koos gedecideerd voor regenbanden. Al in de eerste bocht gingen Ezio Gianola en Herri Torrontegui samen onderuit. Daardoor kwamen Taru Rinne, Koji Takada en Dario Romboni in de problemen en ook zij vielen. Zodoende leidde Spaan na de eerste ronde voor Julián Miralles, Corrado Catalano, Dirk Raudies en Domenico Brigaglia. Concurrenten Àlex Crivillé en Fausto Gresini zaten daar nog achter met hun intermediates. Miralles probeerde Spaan te volgen, maar diens voorsprong liep op naar drie seconden en zelfs in één ronde naar zes seconden toen Miralles het opgaf. Hoewel er 22 ronden gereden moesten worden zag Spaan in de zevende ronde al geen concurrenten meer achter zich. Toen de baan begon op te drogen profiteerde vooral Crivillé van zijn bandenkeuze. Hij wist zich nog naar de derde plaats te vechten, maar Spaan en Miralles kon hij niet meer bereiken. Spaan en Crivillé deden goede zaken in het wereldkampioenschap door het wegvallen van Martínez en vooral Gianola. 
Dutch TT, Assen
De kopgroep bestond aanvankelijk uit Stefan Prein, Àlex Crivillé, Jorge Martínez en Ezio Gianola, maar in de derde ronde had Hans Spaan aansluiting gevonden en hij nam de leiding voor Crivillé en Gianola. Spaan hield de leiding een aantal ronden, maar raakte bij het Mandeveen even in het gras. Vijf ronden lang volgde (en bestudeerde) hij Crivillé. Drie ronden voor het einde ging Gianola onderuit en ontstond een gevecht tussen Spaan en Crivillé. In de voorlaatste ronde passeerde Spaan Crivillé bij de Stekkenwal. Crivillé nam de leiding terug, maar Spaan wist dat hij bij de Stekkenwal kon toeslaan en deed dat ook. Crivillé was tevreden met zijn tweede plaats, want door de val van Gianola kwam hij aan de leiding van het wereldkampioenschap. 
België, Spa-Francorchamps
Op de natte baan nam Ezio Gianola de leiding voor Hans Spaan, Hisashi Unemoto en Allan Scott, maar die laatste twee moesten al na enkele ronden afhaken. Spaan wist echter dat zijn Dunlop-regenbanden beter waren dan die van Gianola. Hij nam de leiding over en na zeven ronde gaf Gianola het gevecht op. Hij koos voor een veilige tweede plaats nadat hij WK-leider Àlex Crivillé met een defecte machine langs de kant had zien staan. De uitslag van de race betekende dat Spaan en Gianola gezamenlijk met 98 punten het WK aanvoerden.
Frankrijk, Le Mans
Vanaf poleposition nam Jorge Martínez meteen de leiding voor Domenico Brigaglia, Ezio Gianola, Hans Spaan, Julián Miralles, Àlex Crivillé en Flemming Kistrup. Spaan nam even de leiding over, maar moest opgeven nadat hij door een gescheurde cilinder koelwater had verloren. Martínez moest in de laatste ronde nog een aanval van Crivillé afslaan, maar hij won de race. Gianola werd op grote afstand derde. Om de vierde plaats werd gevochten door Koji Takada en Fausto Gresini, die met de stroomlijnkuipen tegen elkaar botsten, en Hisashi Unemoto, die een laatste aanval inzette en al vallend door het grint zesde werd. Ondanks zijn derde plaats deed Gianola door het wegvallen van Spaan goede zaken. Voor de race stonden ze allebei op 98 punten, maar nu had Gianola weer vijftien punten voorsprong op Spaan. Zijn voorsprong op Crivillé was geslonken naar vier punten. 
Groot-Brittannië, Donington
Vlak voor de start kreeg Hans Spaan van HRC-verantwoordelijke Irie de opdracht om zijn elektrische waterpomp te vervangen door de originele mechanische pomp. Daardoor liep de temperatuur in de opwarmronde te hoog op, waardoor Spaan voor de start nog tape van zijn radiateur moest trekken. In de race konden Ezio Gianola, Àlex Crivillé, Jorge Martínez, Allan Scott en Stefan Prein Spaan twee ronden volgen, maar daarna gaf Spaan gas en hij won de race met vijf seconden voorsprong. Crivillé deed goede zaken door weer twee punten in te lopen op Gianola, waardoor het verschil in het WK nog maar twee punten bedroeg. 
Zweden, Anderstorp
Àlex Crivillé nam meteen de leiding voor Ezio Gianola. Hans Spaan, Koji Takada en Jorge Martínez. Zowel Gianola als Spaan passeerden Crivillé, maar in de vierde ronde remde Gianola duidelijk te laat aan het einde van het rechte stuk en hij eindigde in de grindbak. Spaan kwam zo aan de leiding. Hij kon profiteren van de hoge topsnelheid van zijn Honda RS 125 op het rechte stuk, maar in de bochten stuurde de machine slecht en ook de voorvork functioneerde niet goed. Het was duidelijk dat Crivillé makkelijk kon volgen en in de achtste ronde nam hij de leiding over. Hij won makkelijk, maar Spaan moest nog veel moeite doen om Koji Takada van de tweede plaats af te houden. Crivillé was vooral dankzij de val van Gianola spekkoper: hij hoefde in de GP van Tsjecho-Slowakije slechts zesde te worden om de wereldtitel te grijpen. 
Tsjecho-Slowakije, Brno
Hans Spaan had de beste start en leidde de kopgroep, die verder bestond uit Ezio Gianola, Àlex Crivillé, Koji Takada, Hisashi Unemoto, Stefan Prein, Jorge Martínez, en Allan Scott tot en met de zevende ronde. Toen nam Crivillé de leiding over en moest Spaan het gevecht aangaan met Prein. Crivillé had met zijn JJ Cobas geen last van de stuiterende voorvork die alle Honda-coureurs teisterde en liep gemakkelijk weg. Takada kon als enige de strijd aangaan met Crivillé, maar toen hij zijn achterstand van zes seconden terug had gebracht naar anderhalve seconde scheurde zijn uitlaat moest hij zijn opmars staken. In de slotfase versloeg Spaan privérijder Prein en hij eindigde als tweede. Àlex Crivillé werd de (toen) jongste wereldkampioen, met zijn 19 jaar tien dagen jonger dan Johnny Cecotto toen hij in het seizoen 1975 wereldkampioen 350 cc werd.

### Uitslagen 125cc-klasse
|    | Datum       | Race                     | Circuit           | 1e             | 2e              | 3e              | Poleposition   | Snelste ronde   |
| -- | ----------- | ------------------------ | ----------------- | -------------- | --------------- | --------------- | -------------- | --------------- |
| 1  | 26 maart    | GP van Japan             | Suzuka            | Ezio Gianola   | Hisashi Unemoto | Koji Takada     | Ezio Gianola   | Ezio Gianola    |
| 2  | 9 april     | GP van Australië         | Phillip Island    | Àlex Crivillé  | Robin Milton    | Allan Scott     | Jorge Martínez | Jorge Martínez  |
| 3  | 30 april    | GP van Spanje            | Jerez             | Àlex Crivillé  | Jorge Martínez  | Koji Takada     | Àlex Crivillé  | Àlex Crivillé   |
| 4  | 13 mei      | Nations GP               | Misano            | Ezio Gianola   | Hans Spaan      | Fausto Gresini  | Hans Spaan     | Àlex Crivillé   |
| 5  | 28 mei      | GP van Duitsland         | Hockenheim        | Àlex Crivillé  | Ezio Gianola    | Julián Miralles | Ezio Gianola   | Julián Miralles |
| 6  | 4 juni      | GP van Oostenrijk        | Salzburgring      | Hans Spaan     | Julián Miralles | Àlex Crivillé   | Jorge Martínez | Àlex Crivillé   |
| 7  | 24 juni     | Dutch TT                 | Assen             | Hans Spaan     | Àlex Crivillé   | Julián Miralles | Hans Spaan     | Ezio Gianola    |
| 8  | 2 juli      | GP van België            | Spa-Francorchamps | Hans Spaan     | Ezio Gianola    | Hisashi Unemoto | Ezio Gianola   | Hans Spaan      |
| 9  | 16 juli     | GP van Frankrijk         | Le Mans           | Jorge Martínez | Àlex Crivillé   | Ezio Gianola    | Jorge Martínez | Jorge Martínez  |
| 10 | 6 augustus  | GP van Groot-Brittannië  | Donington         | Hans Spaan     | Àlex Crivillé   | Ezio Gianola    | Hans Spaan     | Hans Spaan      |
| 11 | 13 augustus | GP van Zweden            | Anderstorp        | Àlex Crivillé  | Hans Spaan      | Koji Takada     | Àlex Crivillé  | Àlex Crivillé   |
| 12 | 27 augustus | GP van Tsjecho-Slowakije | Brno              | Àlex Crivillé  | Hans Spaan      | Stefan Prein    | Àlex Crivillé  | Koji Takada     |

### Eindstand 125cc-klasse
| 1  | Àlex Crivillé      | Marlboro-JJ Cobas-Rotax    | 166 |
| 2  | Hans Spaan         | Samson-Sharp-Honda         | 152 |
| 3  | Ezio Gianola       | Pileri-AGV-Honda           | 138 |
| 4  | Hisashi Unemoto    | Fukuda-Honda               | 104 |
| 5  | Fausto Gresini     | FMI-Marlboro-Aprilia-Rotax | 102 |
| 6  | Koji Takada        | Fukuda-Honda               | 99  |
| 7  | Stefan Prein       | Honda                      | 92  |
| 8  | Julián Miralles    | Nieto-Ducados-Cepsa-Derbi  | 90  |
| 9  | Jorge Martínez     | Nieto-Ducados-Cepsa-Derbi  | 72  |
| 10 | Allan Scott        | Honda                      | 54  |
| 11 | Adi Stadler        | Honda                      | 53  |
| 12 | Robin Milton       | Honda                      | 46  |
| 13 | Luis Miguel Reyes  | Marlboro-Honda             | 35  |
| 14 | Domenico Brigaglia | Garelli                    | 34  |
| 15 | Dirk Raudies       | Honda                      | 29  |
| 16 | Alfred Waibel      | Honda                      | 25  |
| 17 | Taru Rinne         | Servisco-Honda             | 23  |
| 18 | Lucio Pietroniro   | Honda                      | 22  |
| 19 | Bruno Casanova     | FMI-Aprilia-Rotax          | 20  |
| 20 | Doriano Romboni    | Honda                      | 20  |
| 21 | Flemming Kistrup   | Honda                      | 18  |
| 22 | Robin Appleyard    | Honda                      | 18  |
| 23 | Thierry Feuz       | Honda                      | 15  |

| Pos. | Coureur             | Team/merk       | Punten |
| ---- | ------------------- | --------------- | ------ |
| 24   | Masayuki Hirose     | Honda           | 13     |
| 25   | Herri Torrontegui   | Honda           | 13     |
| 26   | Kenishi Yoshida     | Honda           | 11     |
| 27   | Jean-Claude Selini  | Honda           | 11     |
| 28   | Masato Shima        | Honda           | 10     |
| 29   | Corrado Catalano    | Gazzaniga-Rotax | 10     |
| 30   | Johnny Wickström    | Honda           | 10     |
| 31   | Yukata Fujiwara     | Honda           | 9      |
| 32   | Kazuaki Yamashita   | Honda           | 8      |
| 33   | Hubert Abold        | Honda           | 8      |
| 34   | Shin'ichi Fujiyama  | Honda           | 7      |
| 35   | Kasuya Yamada       | Honda           | 6      |
| 35   | Gerhard Waibel      | Honda           | 6      |
| 37   | Mike Leitner        | Honda           | 4      |
| 38   | Ian Saunders        | Honda           | 3      |
| 38   | Gabriele Debbia     | Aprilia-Rotax   | 3      |
| 38   | Jean-Pierre Jeandat | Honda           | 3      |
| 38   | Stuart Edwards      | Honda           | 3      |
| 42   | Josef Fischer       | Honda           | 2      |
| 42   | Bady Hassaine       | Honda           | 2      |
| 42   | Alex Bedford        | 7Up-EMC-Rotax   | 2      |
| 45   | Hervé Duffard       | Honda           | 1      |
| 45   | Heinz Lüthi         | Honda           | 1      |

### Constructeurstitel 125cc-klasse
De constructeurstitel werd aan Honda toegekend.

## 80cc-klasse
Spanje, Jerez
Jorge Martínez nam meteen na de start de leiding, gevolgd door Stefan Dörflinger en Herri Torrontegui. In de vierde ronde nam Dörflinger de leiding over. Martínez had toen al problemen door een gescheurde uitlaat, waardoor hij uiteindelijk ook opgaf. Torrentegui gaf ook Dörflinger het nakijken, die zich tevreden stelde met de tweede plaats omdat hij zo toch 17 punten meer had dan Martínez. Manuel Herreros moest de derde plaats opgeven door carburatieproblemen en werd slechts vijfde, achter Peter Öttl en Bogdan Nikolov. 
Nations GP, Misano
Stefan Dörflinger startte slecht en kwam in het middenveld terecht. Hij kwam in de strijd om de leiding niet meer voor, maar daar was het zonder hem ook spannend genoeg. Na wat schermutselingen bestond de kopgroep uit Jorge Martínez, Herri Torrontegui en de verrassend sterk rijdende Gabriele Gnani. Peter Öttl sloot bij deze groep aan, passeerde Gnani en ging de strijd aan met Torrontegui. Daarbij miste Öttl een bocht, waardoor hij Torrontegui ook het gras in dwong. Beiden kwamen als zesde en zevende weer terug op de baan, maar aan de kop van de race ging het alleen nog tussen Mártinez en Gnani. Torrontegui vocht zich al snel weer terug voorbij Manuel Herreros en even later voegde Öttl zich met de snelste ronde ook weer bij hem. Gnani kon Martínez goed volgen, maar verloor de aansluiting toen hij door een achterblijver geraakt werd. Op hetzelfde moment raakten achter hem Öttl en Torrontegui opnieuw. Öttl werd uitgeschakeld, maar Torrontegui had al zo veel voorsprong op Herreros dat hij zijn machine kon oprapen en derde werd. Jorge Martínez had wel veel geluk. Vlak na de finish kreeg hij een vastloper en hij werd als duopassagier van Herreros naar het erepodium gebracht. 
Duitsland, Hockenheim
Na de eerste ronde leidde Peter Öttl voor Manuel Herreros, Herri Torrontegui, Stefan Dörflinger en op enige afstand Antonio Sánchez en Jorge Martínez. In de derde ronde begon de Derbi van Martínez al vreemde geluiden te maken en na de vijfde ronde reed hij het rennerskwartier in. De Derbi van Herreros liep veel beter en hij nam de leiding in de race. Dörflinger viel terug door problemen met zijn bougie en moest de vierde plaats overlaten aan Sánchez. Öttl wist uiteindelijk de eerste plaats te grijpen voor Herreros en Torrontegui, die niet te veel risico's wilde nemen omdat hij als derde zijn kampioenschapskansen ook zag stijgen. 
Joegoslavië, Rijeka
Stefan Dörflinger en Peter Öttl hadden niets aan hun goede startposities omdat ze zeer slecht wegkwamen. Na de eerste ronde lagen ze op de 18e en de 19e plaats, terwijl het veld werd aangevoerd door Bogdan Nikolov, Manuel Herreros en Herri Torrontegui. In de zevende ronde had Öttl de leiders echter al in zicht en in de tiende ronde passeerde hij in één beweging Torrontegui en Herreros. Torrontegui verloor tijd omdat hij voor de pitmuur stopte om zijn accu te verwisselen. Hij werd daardoor achtste, maar omdat hij niet in de pit gesleuteld had werd hij gediskwalificeerd. Het kostte hem ook zijn leiderspositie in het wereldkampioenschap. Öttl won voor Herreros en Dörflinger. 
Dutch TT, Assen
De 80cc-race ging net als in de Grand Prix van Oostenrijk een half uur later van start omdat een aantal rijders demonstreerde voor behoud van deze klasse. Toen het licht eenmaal groen werd raakten zowel Peter Öttl als Stefan Dörflinger ver achterop. Even bestond de kopgroep uit Manuel Herreros, Herri Torrontegui en de (verdacht) snel gestarte Luis Alvaro. Alvaro waagde één aanval op Herreros, maar moest dat bekopen met een stukje door het gras, waarop Herreros hem middels een handgebaar duidelijk maakte dat hij zich niet met het gevecht mocht bemoeien. Herreros maakte zich los van Torrontegui en Alvaro, maar intussen kwamen Dörlinger en Öttl langzaam maar zeker richting zijn achterwiel. Zelfs tijdens hun onderlinge gevecht maakten ze nog tijd goed op Herreros. Aanvankelijk liet Öttl het aanvallen aan Dörflinger over. Hij bekeek het vanaf de derde positie, maar in de laatste ronden viel hij Herreros zelf aan. Herreros leek de race te winnen, maar in de laatste ronde brak het Meeuwenmeer zijn achterwiel even weg. Öttl kon daarvan profiteren, maar Dörflinger niet.
Tsjecho-Slowakije, Brno
Jorge Martínez had niet alleen zijn snelste Derbi aan Manuel Herreros af moeten staan, maar had ook opdracht gekregen om Herreros zo veel mogelijk te helpen. Dat kon hij ook een tijdje doen, door Peter Öttl af te stoppen zodra die voor Herreros reed. Om de overwinning ging het toen al niet meer, want Herri Torrontegui nam meteen de leiding en stond die niet meer af. Uiteindelijk konden Öttl en Herreros hun gevecht eerlijk voeren, met Martínez, Jörg Seel en de slecht gestarte Stefan Dörflinger als toeschouwers. Tegen het einde van de race werd wel duidelijk dat Öttl de snelste was. Hij reed zich enkele tientallen meters los van Herreros, tot hij een grote fout maakte. Minder dan een kilometer scheidde hem van de wereldtitel toen zijn voorwiel onderuit schoof. Herreros werd tweede en daarmee - zonder ook maar een enkele Grand Prix gewonnen te hebben - de allerlaatste wereldkampioen 80 cc.

### Uitslagen 80cc-klasse
|   | Datum       | Race                     | Circuit    | 1e                | 2e                | 3e                | Poleposition      | Snelste ronde     |
| - | ----------- | ------------------------ | ---------- | ----------------- | ----------------- | ----------------- | ----------------- | ----------------- |
| 1 | 30 april    | GP van Spanje            | Jerez      | Herri Torrontegui | Stefan Dörflinger | Peter Öttl        | Stefan Dörflinger | Stefan Dörflinger |
| 2 | 14 mei      | Nations GP               | Misano     | Jorge Martínez    | Gabriele Gnani    | Herri Torrontegui | Stefan Dörflinger | Peter Öttl        |
| 3 | 28 mei      | GP van Duitsland         | Hockenheim | Peter Öttl        | Manuel Herreros   | Herri Torrontegui | Stefan Dörflinger | Peter Öttl        |
| 4 | 11 juni     | GP van Joegoslavië       | Rijeka     | Peter Öttl        | Manuel Herreros   | Stefan Dörflinger | Stefan Dörflinger | Peter Öttl        |
| 5 | 24 juni     | Dutch TT                 | Assen      | Peter Öttl        | Manuel Herreros   | Stefan Dörflinger | Stefan Dörflinger | Stefan Dörflinger |
| 6 | 27 augustus | GP van Tsjecho-Slowakije | Brno       | Herri Torrontegui | Manuel Herreros   | Jorge Martínez    | Stefan Dörflinger | Herri Torrontegui |

### Eindstand 80cc-klasse
| Pos. | Coureur           | Team/merk                  | Punten |
| ---- | ----------------- | -------------------------- | ------ |
| 1    | Manuel Herreros   | Nieto-Ducados-Cepsa-Derbi  | 92     |
| 2    | Stefan Dörflinger | Marlboro-LCR-Krauser       | 80     |
| 3    | Peter Öttl        | Atomic-Krauser             | 75     |
| 4    | Herri Torrontegui | Servitrans-Repsol-Krauser  | 75     |
| 5    | Gabriele Gnani    | Gnani                      | 45     |
| 6    | Paolo Priori      | Krauser                    | 41     |
| 7    | Bogdan Nikolov    | Krauser                    | 40     |
| 8    | Jorge Martínez    | Nieto-Ducados-Cepsa-Derbi  | 35     |
| 9    | Jaime Mariano     | Banca March-Timspeed-Casal | 33     |
| 10   | Jörg Seel         | Seel                       | 32     |
| 11   | Antonio Sánchez   | JJ Cobas-Rotax             | 30     |
| 12   | Julián Miralles   | Nieto-Ducados-Cepsa-Derbi  | 26     |
| 13   | Hans Koopman      | Viplex-Ziegler             | 26     |
| 14   | Ralf Waldmann     | Seel                       | 23     |
| 15   | José Saez         | Krauser                    | 20     |
| 16   | Bernd Völkel      | Seel                       | 13     |
| 17   | Jos van Dongen    | Casal                      | 13     |

| Pos. | Coureur            | Team/merk   | Punten |
| ---- | ------------------ | ----------- | ------ |
| 18   | Bert Smit          | Krauser     | 12     |
| 18   | Stefan Kurfiss     | Krauser     | 12     |
| 20   | Luis Alvaro        | Krauser     | 10     |
| 21   | Giuseppe Ascareggi | BBFT        | 9      |
| 22   | Roberto Sassone    | Unimoto     | 7      |
| 23   | János Szabó        | Krauser     | 6      |
| 24   | Jacques Bernard    | Fantic      | 5      |
| 24   | Zdravko Matulja    | Casal       | 5      |
| 26   | Janez Pintar       | Eberhardt   | 4      |
| 27   | Stefan Brägger     | Casal       | 4      |
| 28   | René Dünki         | LCR-Krauser | 3      |
| 28   | Günter Schirnhofer | Krauser     | 3      |
| 28   | Thomas Engl        | Krauser     | 3      |
| 31   | Mathias Ehinger    | Krauser     | 2      |
| 32   | Javier Arumi       | Krauser     | 1      |
| 32   | Heinz Paschen      | Casal       | 1      |

### Constructeurstitel 80cc-klasse
De constructeurstitel werd aan Krauser toegekend.

## Zijspanklasse
Verenigde Staten, Laguna Seca
Na de grote moeite en extra kosten die de zijspanrijders hadden moeten maken om in Laguna Seca te kunnen rijden, was de race een grote tegenslag. Na de 500cc-race was het grootste deel van de toeschouwers vertrokken. De gebroeders Egloff gingen er meteen vandoor en namen een flinke voorsprong op Steve Webster, Rolf Biland, Egbert Streuer en Alain Michel. Na negen ronden nam Webster de leiding over en de Egloffs vielen zelfs nog terug achter Michel omdat bakkenist Urs last kreeg van kramp. Biland haakte met motorpech af en Egbert Streuer had bijzonder veel pech. Bij de start was het helmvizier van Bernard Schnieders stuk gegaan en dat brak tijdens de race af. Met gebaren werd de pit gewaarschuwd, maar toen het duo naar binnen ging voor een nieuwe helm had Bernard al zo veel vuil in zijn ogen dat verder rijden onmogelijk was. 
Duitsland, Hockenheim
Na de bliksemstart van Egbert Streuer kwam hij in een slipstreamgevecht met Steve Webster en Rolf Biland, maar die laatste stak al snel zijn arm in de lucht omdat zijn ontsteking het begaf. Het was het begin van een slechte dag voor Zwitserland, want ook de gebroeders Markus- en Urs Egloff en de gebroeders Alfred- en Martin Zurbrügg zouden de finish niet halen. De strijd om de eerste plaats ging tot aan de finish tussen Webster en Streuer, die zijn laatste aanval niet kon inzetten door een (naar hij dacht) versleten achterband. Terug in het rennerskwartier bleek die zelfs lek te zijn. 
Oostenrijk, Salzburgring
Egbert Streuer slalomde bij de start tussen de eerste twee startrijen door en nam de leiding voor de gebroeders Markus- en Urs Egloff. Steve Webster leek slecht te starten, maar hij was op dat moment zijn koppeling aan het verbranden. De gebroeders Alfred- en Martin Zurbrügg waren bijna als laatsten weg. De strijd om de leiding ging intussen tussen Streuer, Egloff en Rolf Biland. De gebroeders Egloff vielen door koppelingsproblemen terug naar de zesde plaats. Streuer kon Biland op de snelle gedeelten moeilijk volgen omdat zijn Yamaha-blok 600 toeren te weinig maakte. Zo won Biland voor Streuer. De slecht gestarte gebroeders Zurbrügg hadden even de derde plaats in handen, maar werden gepasseerd door Alain Michel/Jean-Marc Fresc. Steve Webster en Tony Hewitt waren na de eerste ronde in de pit geweest om hun koppeling af te koelen en haalden met de vijftiende plaats toch nog een punt binnen.
Dutch TT, Assen
Bij de start waren Egbert Streuer/Geral de Haas het snelste weg, gevolgd door Steve Webster/Tony Hewitt. Rolf Biland/Kurt Waltisperg startten zo slecht, dat zowel Steve Abbott/Shaun Smith als Rolf Steinhausen/Bruno Hiller (vanaf de derde startrij) nog voor hem zaten. Na één ronde was al duidelijk dat de race tussen Webster en Streuer zou gaan. Het duurde lang tot Biland de derde plaats had overgenomen, maar ook toen verloor hij alleen nog maar tijd op het leidende duo. Negen ronden lang leidde Streuer, op start/finish steeds maar enkele centimeters voor Webster, waardoor het leek of die laatste nog wat over had. In de tiende ronde passeerde Webster in de Veenslang, maar toen bleek dat Streuer op zijn beurt weer goed kon volgen. Het resulteerde in nog enkele inhaalacties, maar uiteindelijk sloeg Webster - opnieuw in de Veenslang - definitief toe. Streuer probeerde nog een laatste wanhoopsactie in de Geert Timmerbocht, maar moest daarbij door het gras en werd tweede met slechts 0,4 seconde achterstand, maar een halve minuut voor Biland/Waltisperg. Op de vraag achteraf aan Biland wat zijn probleem was geweest, antwoordde hij: "Webster en Streuer". 
België, Spa-Francorchamps
Toen de zijspanrace eindelijk van start ging regende het, er hingen mistflarden over de baan en de duisternis begon al in te vallen. Egbert Streuer en Geral de Haas hadden de beste start en dat was belangrijk, want door de enorme spray was het nauwelijk mogelijk te volgen, laat staan te passeren. Steve Webster kon het ook niet volgen. Na vier ronden had hij al vijf seconden achterstand en dat was bij de finish opgelopen tot achttien seconden. 
Frankrijk, Le Mans
De start van Egbert Streuer mislukte omdat zijn Yamaha slechts op drie cilinders liep. Na enkele honderden meters pakte de vierde cilinder op, maar toen reed hij al in het middenveld. Steve Webster nam de leiding voor Rolf Biland en die twee namen al snel een flinke voorsprong op de gebroeders Egloff. Tien ronden voor de finish ging Webster langzamer rijden omdat zijn machine regelmatig uit de versnelling sprong en hij met Streuer op achterstand wel de finish wilde halen. Biland mocht wel winnen, want die vormde geen bedreiging in de WK-stand. Egbert Streuer en Geral de Haas reden wel een sterke inhaalrace en werden toch nog derde, waarmee ze Alain Michel en Jean-Marc Fresc een podiumplaats in hun thuisrace ontnamen. 
Groot-Brittannië, Donington
Egbert Streuer/Geral de Haas namen de leiding voor Rolf Biland/Kurt Waltisperg en Steve Webster/Tony Hewitt. Webster stelde echter meteen orde op zaken. Hij nam de leiding over en gaf ze niet meer af. Het zou aankomen op de juiste bandenkeuze en Webster testte altijd voor Avon Rubber op Donington Park en hij wist exact welke bandencompound er nodig was. Streuer en Biland reden met Yokohama-banden. Streuer liet zich ook inhalen door Biland en werd zelfs een keer gepasseerd door Alain Michel, maar hij wist dat Biland te veel van zijn banden aan het vragen was en reed het in de tweede helft van de race het gat weer dicht. Webster was niet meer te achterhalen, maar Streuer werd tweede voor Biland. Steve Abbott/Shaun Smith hadden de drie koplopers een tijdje gevolgd, maar vielen met pech uit.
Zweden, Anderstorp
Na de start ontstond er meteen een kleine kopgroep met Steve Webster, Rolf Biland en Alain Michel, maar de als achttiende gestarte Egbert Streuer lag na een ronde al op de zesde plaats. Na acht ronden begon zijn combinatie echter al te trillen door de grote blaren op de achterband. Hierdoor kon hij zijn aanval op de kopgroep niet doorzetten en moest hij zich tevreden stellen met de vierde plaats. De drie leiders bleven intussen bij elkaar, ook Michel die het in de rest van het seizoen niet had kunnen volgen. Na veertien ronden nam Biland de leiding over en Webster liet ook Michel gaan omdat ook hij zijn banden wilde sparen en zag dat Streuer niet dichterbij kon komen.
Tsjecho-Slowakije, Brno
Vanaf de tweede startrij namen Egbert Streuer en Geral de Haas meteen de leiding voor Steve Webster/Tony Hewitt en Markus- en Urs Egloff. Rolf Biland kwam heel slecht weg en zakte meteen naar het middenveld. Toen hij probeerde meteen zo veel mogelijk concurrenten weer in te halen klapte zijn zijspanwiel hard tegen de curbstone in bocht drie en hij stopte bij de volgende doorkomst in de pit met een gebroken wielophanging. Hoewel Webster aan de tiende plaats genoeg zou hebben voor de wereldtitel, mengde hij zich sportief in de strijd om de leiding, waarbij hijzelf, Egbert Streuer en Markus Egloff beurtelings de leiding namen. Uiteindelijk moest Webster afhaken en Streuer reed de Egloffs op bijna drie seconden achterstand. Het uitvallen van Biland kostte hem de derde plaats in de wereldranglijst, die nu naar Alain Michel/Jean-Marc Fresc ging. 

### Uitslagen zijspanklasse
|   | Datum       | Race                       | Circuit           | 1e                             | 2e                             | 3e                             | Poleposition                  | Snelste ronde                  |
| - | ----------- | -------------------------- | ----------------- | ------------------------------ | ------------------------------ | ------------------------------ | ----------------------------- | ------------------------------ |
| 1 | 16 april    | GP van de Verenigde Staten | Laguna Seca       | Steve Webster / Tony Hewitt    | Alain Michel / Jean-Marc Fresc | Markus Egloff / Urs Egloff     | Markus Egloff / Urs Egloff    | Rolf Biland / Kurt Waltisperg  |
| 2 | 28 mei      | GP van Duitsland           | Hockenheim        | Steve Webster / Tony Hewitt    | Egbert Streuer / Geral de Haas | Masato Kumano / Markus Fährni  | Steve Webster / Tony Hewitt   | Egbert Streuer / Geral de Haas |
| 3 | 4 juni      | GP van Oostenrijk          | Salzburgring      | Rolf Biland / Kurt Waltisperg  | Egbert Streuer / Geral de Haas | Alain Michel / Jean-Marc Fresc | Steve Webster / Tony Hewitt   | Rolf Biland / Kurt Waltisperg  |
| 4 | 24 juni     | Dutch TT                   | Assen             | Steve Webster / Tony Hewitt    | Egbert Streuer / Geral de Haas | Rolf Biland / Kurt Waltisperg  | Rolf Biland / Kurt Waltisperg | Egbert Streuer / Geral de Haas |
| 5 | 2 juli      | GP van België              | Spa-Francorchamps | Egbert Streuer / Geral de Haas | Steve Webster / Tony Hewitt    | Rolf Biland / Kurt Waltisperg  | Steve Webster / Tony Hewitt   | Egbert Streuer / Geral de Haas |
| 6 | 16 juli     | GP van Frankrijk           | Le Mans           | Rolf Biland / Kurt Waltisperg  | Steve Webster / Tony Hewitt    | Egbert Streuer / Geral de Haas | Rolf Biland / Kurt Waltisperg | Rolf Biland / Kurt Waltisperg  |
| 7 | 6 augustus  | GP van Groot-Brittannië    | Donington         | Steve Webster / Tony Hewitt    | Egbert Streuer / Geral de Haas | Rolf Biland / Kurt Waltisperg  | Rolf Biland / Kurt Waltisperg | Steve Webster / Tony Hewitt    |
| 8 | 13 augustus | GP van Zweden              | Anderstorp        | Rolf Biland / Kurt Waltisperg  | Alain Michel / Jean-Marc Fresc | Steve Webster / Tony Hewitt    | Steve Webster / Tony Hewitt   | Alain Michel / Jean-Marc Fresc |
| 9 | 27 augustus | GP van Tsjecho-Slowakije   | Brno              | Egbert Streuer / Geral de Haas | Markus Egloff / Urs Egloff     | Steve Webster / Tony Hewitt    | Rolf Biland / Kurt Waltisperg | Egbert Streuer / Geral de Haas |

### Eindstand zijspanklasse
| Pos. | Coureur            | Bakkenist                                     | Team/merk                     | Punten |
| ---- | ------------------ | --------------------------------------------- | ----------------------------- | ------ |
| 1    | Steve Webster      | Tony Hewitt                                   | Brown-Silkolene-LCR-Krauser   | 145    |
| 2    | Egbert Streuer     | Bernard Schnieders en Geral de Haas           | Lucky Strike-LCR-Yamaha       | 136    |
| 3    | Alain Michel       | Jean-Marc Fresc                               | ELF-LCR-Krauser               | 109    |
| 4    | Rolf Biland        | Kurt Waltisperg                               | Dow Chemical-LCR-Krauser      | 105    |
| 5    | Markus Egloff      | Urs Egloff en Gavin Simmons                   | BP-LCR-Yamaha / BP-SMS-Yamaha | 73     |
| 6    | Fritz Stölzle      | Hubert Stölzle                                | LCR-Krauser                   | 69     |
| 7    | Masato Kumano      | Markus Fährni en Gavin Simmons                | LCR-Yamaha                    | 67     |
| 8    | Rolf Steinhausen   | Bruno Hiller                                  | Busch-ADM                     | 57     |
| 9    | Barry Brindley     | Graham Rose                                   | Fowler-Yamaha                 | 56     |
| 10   | Steve Abbott       | Shaun Smith                                   | LCR-Yamaha / Windle-Yamaha    | 46     |
| 11   | Bernd Scherer      | Thomas Schröder                               | BSR-Krauser                   | 39     |
| 12   | Derek Jones        | Peter Brown                                   | LCR-Yamaha                    | 37     |
| 13   | Yoshisada Kumagaya | Brian Barlow, Peter Lindén en Phillip Coombes | Windle-Yamaha                 | 37     |
| 14   | Theo van Kempen    | Simon Birchall                                | Beijeman-LCR-Krauser          | 34     |

| Pos. | Coureur          | Bakkenist                         | Team/merk   | Punten |
| ---- | ---------------- | --------------------------------- | ----------- | ------ |
| 15   | Alfred Zurbrügg  | Martin Zurbrügg                   | LCR-Yamaha  | 31     |
| 16   | René Progin      | Laurent Magnenat en Yvan Hunziker | LCR-Krauser | 27     |
| 17   | Tony Wyssen      | Kilian Wyssen                     | LCR-Krauser | 25     |
| 18   | Yvan Nigrowsky   | Jacques Corbier                   | LCR-JPX     | 18     |
| 19   | Billy Gällros    | Håkan Olsson en Julian Tailford   | Yamaha      | 14     |
| 20   | Barry Smith      | David Smith                       | Windle-ADM  | 10     |
| 21   | Wolfgang Stropek | Steve Campbell Wolfgang Bock      | LCR-Krauser | 9      |
| 22   | Tony Baker       | Trevor Hopkinson                  | LCR-Krauser | 9      |
| 23   | Gary Thomas      | Eckart Rösinger                   | LCR-Krauser | 6      |
| 23   | Kenny Howles     | Steve Pointer                     | LCR-Krauser | 6      |
| 25   | Ray Gardner      | Tony Strevens                     | LCR-Krauser | 5      |
| 26   | Judd Drew        | Brian Houghton                    | LCR-JPX     | 4      |
| 27   | Clive Stirrat    | Simon Prior                       | LCR-Krauser | 3      |
| 28   | George Hardwick  | Steve Parker en Gary Irlam        | LCR-Yamaha  | 2      |

### Constructeurstitel zijspanklasse
De constructeurstitel werd aan LCR-Krauser toegekend.

## Ontwikkelingen

### Computersystemen
Het team van Kenny Roberts gebruikte in de 500cc-klasse een boordcomputer die de motor- en veergegevens opsloeg zodat die na een training of race konden worden uitgelezen. Later in het seizoen testte ROC-Honda een nog moderner systeem dat de informatie al rijdend zond, waardoor de machine bij een pitstop meteen kon worden aangepast. 

### Brandstofinjectie
Cagiva voerde tests uit met een brandstofinjectiesysteem van Magneti Marelli. Egbert Streuer ontwikkelde in eigen beheer brandstofinjectie voor zijn zijspanracer.

### Tabakssponsors
De strijd om de coureurs werd vooral onder tabakssponsoren uitgevochten. Alle grote teams hadden een sigarettenmerk als sponsor:
- Honda had er drie: de belangrijkste van Rothmans International, dat de beide hoofdteams sponsorde: Honda Racing Corporation (Wayne Gardner en Mick Doohan) en Kanemoto Racing (Eddie Lawson). Het tweede was HB van British American Tobacco (Pierfrancesco Chili, Reinhold Roth, Helmut Bradl en Loris Reggiani) en het derde was Cabin, het grootste merk in Japan van Japan Tobacco Inc., aanvankelijk met Bubba Shobert, die na zijn ongeval werd vervangen door Rob McElnea. Tegen het einde van het seizoen begon Cabin zich nadrukkelijk te bemoeien om echte grote namen te contracteren.
- Yamaha had ook drie tabakssponsoren. De belangrijkste zou eigenlijk Philip Morris moeten zijn, die het team van Giacomo Agostini ondersteunde via het merk Marlboro. Hier stak Rothmans een stokje voor door topman Eddie Lawson weg te kopen en onder te brengen bij Erv Kanemoto. Nu werd een ander merk van BAT, Lucky Strike, de sterkste Yamaha-vertegenwoordiger met het team van Kenny Roberts met Wayne Rainey en Kevin Magee als rijders. Het seizoen van Agostini-Marlboro-Yamaha mislukte dan ook volledig. Marlboro sponsorde verder nog rijders in de lichtere klassen: Luca Cadalora, Fausto Gresini, Stefan Dörflinger, Luis Miguel Reyes en Àlex Crivillé, die volkomen onverwacht wereldkampioen 125 cc werd. De derde was Gauloises Blondes, een vaste waarde bij de Franse Yamaha-importeur Sonauto, met als rijders Christian Sarron en Jean-Philippe Ruggia. Eind 1989 kwam het erop neer dat er veel meer sterk gesponsorde teams dan rijders waren, maar terwijl Giacomo Agostini met Marlboro over de grootste zak geld beschikte, had hij toch moeite om rijders te vinden. Randy Mamola was eigenlijk de enige optie omdat zijn contract met Cagiva Corse afliep, maar die verklaarde het aanbod van 6 miljoen dollar af te slaan omdat hij voor het tienvoudige nog niet voor Agostini zou gaan rijden. Uiteindelijk keerde Lawson in 1990 terug naar Yamaha, maar nu voor het team van Kenny Roberts.

1949 · 
1950 · 
1951 · 
1952 · 
1953 · 
1954 · 
1955 · 
1956 · 
1957 · 
1958 · 
1959 · 
1960 · 
1961 · 
1962 · 
1963 · 
1964 · 
1965 · 
1966 · 
1967 · 
1968 · 
1969 · 
1970 · 
1971 · 
1972 · 
1973 · 
1974 · 
1975 · 
1976 · 
1977 · 
1978 · 
1979 · 
1980 · 
1981 · 
1982 ·
1983 · 
1984 · 
1985 · 
1986 · 
1987 · 
1988 · 
1989 · 
1990 · 
1991 · 
1992 · 
1993 · 
1994 · 
1995 · 
1996 · 
1997 · 
1998 · 
1999 · 
2000 · 
2001 · 
2002 · 
2003 · 
2004 · 
2005 · 
2006 · 
2007 · 
2008 · 
2009 · 
2010 · 
2011 · 
2012 · 
2013 · 
2014 · 
2015 · 
2016 · 
2017 · 
2018 · 
2019 · 
2020 · 
2021 · 
2022 · 
2023 · 
2024 · 
2025